# ダービー (イギリス)
ダービー（英: Derby、[ˈdɑːrbi] ( 音声ファイル) DAR-bi）は、英国・イングランド中部ダービーシャーの行政中心地となっている工業都市。

## 概要
1977年よりシティ、1997年より単一自治体。
単一自治体としての人口は2009年時点で 244,100 人あり、微増傾向にある。
ダーウェント川に沿うこの地は、古くから交通の要衝とされてきた。
ローマン・ブリテン時代には現在の町の北東にローマ軍の砦が築かれ、七王国時代には既に町の前身が知られ、9世紀のデーンロウ時代には五市地方のひとつとなった。地名Derbyの由来はデーン人の話していたことばである古ノルド語Djúra-býで「鹿牧場」を意味する。
現在の町の起源はノルマン時代の市場町ともされる。18世紀初頭にイギリス初の機械式生糸工場がここに建てられ、これが工業化の端緒となった。
産業革命以降は鉄道交通の結節点として発展した。近代初期には毛織物、ビール、19世紀には紡績、印刷、陶磁器、20世紀には航空エンジン、発動機、鉄道車両の生産で知られた。
哲学者ハーバート・スペンサー、画家ジョセフ・ライトらの生地である。
ダービーないしダービシャーと、競馬のクラシック競走「ダービー」を創設したスタンリー家（ダービー卿）との間に、関連性はないとする説とあるとする説の両方がある。

## 地理

### 位置
ペニン山脈南端、ミッドランド低地北縁に位置し、ダーウェント川西岸に接する。

### 地域

#### 行政区画
ダービーは 17 の区からなる。
| 区               | 綴り       | 範囲 |
| ---------------- | ---------- | --- |
| アビイ           | Abbey      | ストックブルック、ノルマントン（の一部）                                                                                           |
| アレスツリー     | Allestree  | アレスツリー、マーキートン公演 |
| アルバストン     | Alvaston   | アルバストン、クルートン、リチャーチ、プライド・パーク、ウィルモートン、アレントン（の一部）                                       |
| アーボリータム   | Arboretum  | 市の中心部、ピア・ツリー、ローズ・ヒル                                                                                             |
| ブラグリーブス   | Blagreaves | サニー・ヒル、リトルオーバー（の一部）                                                                                             |
| ボールトン       | Boulton    | ボールトン、アレントン（の一部）                                                                                                   |
| チャッデスデン   | Chaddesden | チャッデスデン（の旧地域） |
| チェラストン     | Chellaston | チェラストン、シェルトン・ロック                                                                                                   |
| ダーリー         | Darley     | ダーリー・アビイ、ファイブ・ランプス、リトル・チェスター（チェスター・グリーンとも呼ばれる）、ストラッツ・パーク、ウェスト・エンド |
| ダーウェント     | Derwent    | ブレッゾール・ヒルトップ、チャッデスデン（の新地域）                                                                               |
| リトルオーバー   | Littleover | リトルオーバー（の殆ど）、ヘザートン・ビレッジ                                                                                     |
| マックワース     | Mackworth  | マックワース・エステート、 モーリー・エステート                                                                                    |
| ミックルオーバー | Mickleover | ミックルオーバー |
| ノルマントン     | Normanton  | ノルマントン（の殆ど）、オースティン・エステート                                                                                   |
| オークウッド     | Oakwood    | オークウッド、チャッデスデン（の一部）                                                                                             |
| シンフィン       | Sinfin     | シンフィン、オスマストン and ステンソン・フィールズ（の一部）                                                                      |
| スポンドン       | Spondon    | スポンドン |

## 歴史

### 起源
町は、ローマン・ブリテン、アングロ・サクソン・イングランド、デーンロウの起源を持つ。
ローマ時代には、現在の町の北東にあたるリトル・チェスターにローマ軍の拠点デルベンティオ（ダーヴェンティオ）が置かれた。
デーンロウ時代には、この地は五市地方（イースト・ミッドランズに築かれた 5 つの主な城塞都市）の一つとなった。9世紀のデーン人たちはここを Deoraby と呼び、これが現在の地名の起源となった。Deoraby は古スカンジナビア語で djúr + bý すなわち「鹿が飼育される農場あるいは村」を意味する。この一帯は "Norþworþig"（"Northworthy" = 「北の囲まれた土地」）および "Deoraby" と呼ばれ、それらはダービーの "Irongate" 側（北側）にあった。2004年に行なわれたダービーの歴史学的・考古学的調査によると、ヴァイキングとアングロサクソンは水に囲まれた 2 つの地域で共存していた可能性がある。
『アングロサクソン年代記』（900年頃）には「ダービーは水で分かたれている」とある。『ドゥームズデイ・ブック』（1086年）には既に Derby という名が見える。近代初期の地図（例えばスピードによる1610年の地図）には Darby あるいは Darbye という名が現れている。

### イングランド内戦期

#### 愛しのチャールズ王子
1642-1646年のイングランド内戦の間のダービーは、1643年にダービーの統治者に任命されたジョン・ゲルの指揮する議会軍が駐屯した。この軍は近くのノッティンガム防衛戦、リッチフィールド攻城戦、ホプトン・ヒースの戦い、その他ノッティンガムシャー、スタッフォードシャー、チェシャーでの多くの戦闘に参加し、ダービーシャーを国王軍から守ることにも成功した。

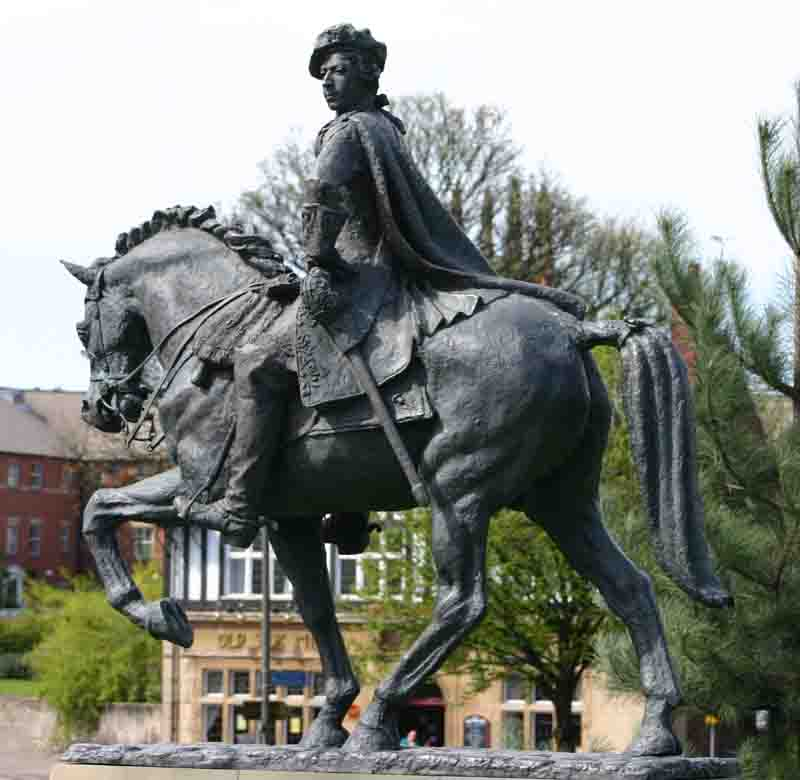
カシドラル・グリーンにある“愛しのチャールズ王子”像

百年後の1745年、「愛しのチャールズ王子」ことチャールズ・エドワード・ステュアートはジャコバイトの支持を得てイギリス王位継承権を主張し、スコットランドで蜂起した。南下したチャールズの軍勢は12月11日ダービーに達し、ロンドンはパニックに陥った。チャールズはデヴォンシャー公が本営を構えていたアイロンゲートのジョージ・インに立ち寄り、自らの兵士 9 千人の宿舎を要求した。
チャールズはエクセター・ストリートのエクセター・ハウスに宿泊し、そこで作戦会議を開いた。この時点で既に補給は途切れ、またイングランドでの同調者は殆ど無く、フランスとの連携も充分でなかった。チャールズは軍を進めるつもりでいたが、部下の将校たちは反対した。彼はダービーの南ほんの 2-3 マイルにあるトレント川のスワークストーン橋で進軍を断念した。彼は自らの流儀の証しとして、スコットランドからの行軍では縦隊の先頭に立って歩いていたが、今度は薄汚れ疲れきった兵士たちの末尾を馬に乗って帰途についた。

### 産業革命

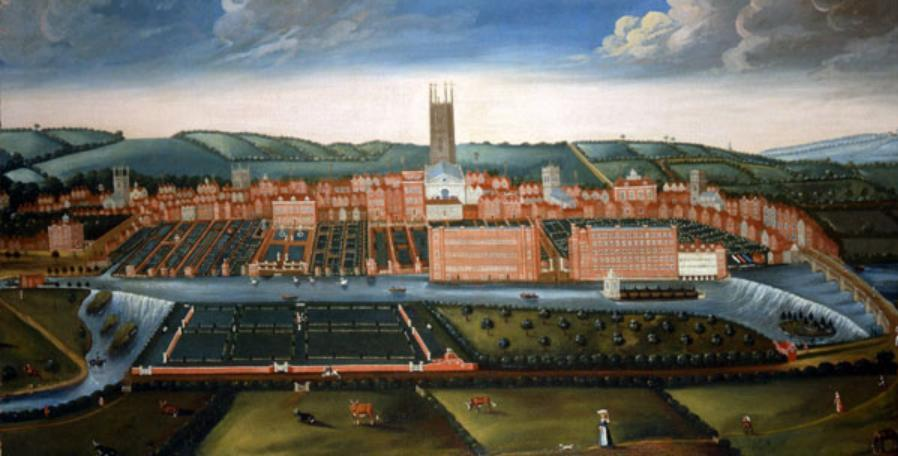
『ダービーの眺望』（1725年頃）

ダービーとダービーシャーはイギリスの産業革命の中心地だった。1717年に立てられたロウムズ・ミル（現在の産業博物館）はイギリスで初めての水力式製糸工場である。この工場では、ジョン・ロウムがイタリアのピエモンテから持ち帰った製糸技術が使われた。
1750年（あるいは1755年）には、ドイツとフランスから伝わった技術をもとに、ウィリアム・ドゥーズベリらによってダービー磁器が作られ始めた。
1759年、ジェディダイア・ストラットはダービー・リブ・アタッチメントという機械の特許を取り、これを製造したが、この機械は靴下の製造に革新をもたらした。この機械はリー牧師の靴下編み機に取り付けて使われた。すなわちリーの編み機の手前側に取り付け、互いに同調して作動し、畝のついた靴下を製造した。共同経営者はジュディダイア・ストラット、ウィリアム・ウラットであり、1758年にはダービーの有力な靴下製造業者だったジョン・ブラッドワースとトーマス・スタフォードが加わった。この特許は1759年1月に取得された。3年後、ブラッドワースとスタフォードは事業から外れ、ノッティンガムの靴下製造業者サミュエル・ニードが共同事業に加わった。この会社はニード・ストラット・アンド・ウラットと呼ばれた。特許は1773年に切れたが、共同事業は1781年にニードが没するまで続いた。
ダービーに関連したその他の著名な18世紀の人物には、ジョンソン辞典を編纂し1735年にサン・ワーバラ教会でエリザベス・ポーターと結婚したサミュエル・ジョンソン、革新的な明暗法で知られロイヤル・アカデミーの準会員でもあったジョセフ・ライト（ライト・オブ・ダービー）、有名な時計職人であり哲学者でもあったジョン・ホワイトハースト、が挙げられる。医師・科学者・哲学者でありチャールズ・ダーウィンの祖父にあたるエラズマス・ダーウィンはスタッフォードシャーに居を構えていたが、頻繁にダービーを訪れ、ダービー哲学会を設立した。
19世紀に入ると、ロシアに工作機械を輸出したジェームズ・フォックスのような機械製作者らと共に、ダービーは工学技術の中心都市として台頭した。
1840年、ノース・ミッドランド鉄道はダービーに工場（ダービー鉄道製作所）を設置し、のちにミッドランド・カウンティーズ鉄道、バーミンガム・アンド・ダービー・ジャンクション鉄道と共に合併してミッドランド鉄道となった時、ダービーはその本拠地となった。
この鉄道に関連して、アンドリュー・ハンディサイド、チャールズ・フォックス、その息子フランシス・フォックスの仕事を挙げることができる。
ダービーは1835年の1835年地方自治法で再編成されたバラのひとつであり、1888年地方政府法でカウンティ・バラとなった。このバラは1877年にリトル・チェスターとリチャーチを合併し、1890年にはニュー・ノルマントンとロウディッチを合併した。
ダービーはイギリスの中でも海から最も遠い地域のひとつだが、海難防止の歴史において特別な意味を持っている。すなわち満載喫水線（およびその他の海難防止の枠組み）に関する法案を提出したのは、ダービーから選出された国会議員サミュエル・プリムソルだった。これは初回の提出では否決されたが、1876年に可決され、プリムソルの国会議員再選に貢献した。

### 20世紀から今日まで
ダービーは労働運動史においても特別な意味を持っている。なぜなら1900年の総選挙において、結成されたばかりの労働党が獲得した 2 議席のうちの 1 つがダービーだったからである。（もう 1 つはマーサー・ティドビルのケア・ハーディ。）その国会議員は、全国鉄道・海運・輸送従事者組合の書記長リチャード・ベルだった。ベルは1910年にジェームズ・ヘンリー・トーマスに議席を奪われ、トーマスは1936年に著名な博学者にしてノーベル賞受賞者のフィリップ・ノエル＝ベーカーに議席を奪われた。
1907年にロールス・ロイスがダービーに自動車と飛行機の工場を開くと、町に工業景気が沸き起こった。1923年、ミッドランド鉄道はロンドンに本拠を置くロンドン・ミッドランド・アンド・スコティッシュ鉄道の一部となった。しかしダービーは、クルーとウルバートンに次ぐ主要な鉄道製造の中心地であり続けた。加えて、設計と開発の中心地でもあり続け、1930年代にはジョサイア・スタンプの指揮の下、ロンドン・ロードにLMS科学研究所が開かれた。
第一次世界大戦の時には、ダービーはドイツのツェッペリン爆撃機の標的となり、1916年の爆撃で 5 人が犠牲となった。
1927年には、それまで教区教会だったオール・セインツ教会が大聖堂となり、ダービーがいよいよシティ・ステータスとなる準備が整った。
1920年代から1930年代のスラムの浄化によって、ダービーの中心地域の人口過密は緩和された。多くの世帯が、郊外の公営住宅や戸建の家に移り住むことになったからである。転居、公営住宅や戸建住宅の建設は、1945年の第二次世界大戦終結まで約30年にわたり大きな規模で続いた。
鉄道と航空機エンジンの生産地という点で戦略的に重要な工業地であったにもかかわらず、ブリストルやフィルトンに比べると、ダービーは両世界大戦で相対的に被害が少なかった。その幾分かの要因として、ドイツのラジオ電波誘導システム（X-Verfahren と Knickebein）に対する妨害を挙げることができるだろう。すなわち、迷彩や囮の仕組み（スターフィッシュ・サイト）が主にフォアマーク近くの野原など、町の南部に作られた。
鉄道産業での製造と修繕は続いていた。1948年にダービー鉄道製作所は初のディーゼル機関車 "Number 10000" を世に送り出し、1958年にはディーゼル車のみの生産に完全に切り替わった。一方ダービー客貨車製作所は最初の気動車を生産し、後に同種の車はこれに置き換えられていった。
1964年には鉄道工学のあらゆる側面をその基礎理論から研究するイギリス鉄道研究局が開かれた。その最初の成果は、貨物列車の信頼性と速度の劇的な改善に現われ、これがAPTの開発につながった。
ダービーは1967年にダービー・カウンティFCの監督としてブライアン・クラフを迎えて以降、スポーツでも世界的に名を知られるようになった。
1968年、地方政府区域委員会 (Local Government Boundary Commission) の勧告により、ダービーはサウス・イースト・ダービーシャー、レプトン、ベルパーの郊外地域の大部分を合併した。これにより、1961年には 132,408 人だった人口が1971年には 219,578 人に倍増した。
町の中心部の様相は、1968年に新しい内環道がダーウェント川を新たに 2 箇所またがる形で建設され、変化した。内環道は、セント・アルクムンド教会と（ダービーで唯一となるジョージ王朝時代の一角となる）教会の隣接墓地を通ることになり、いずれも道路建設のため取り壊されたが、これには今日でも批判の声がある。ダービーシャーに関するニコラウス・ペヴズナーの著作の第2版で編集者を務めたエリザベス・ウィリアムソンはこう書いている。「…中心街の特徴と結びつきは、そこの18世紀の建物を大量に取り壊し、複数車線道路に変えたことで一変してしまった。これは道路計画としては大成功と言われているが、町の景観という点では破壊的である。」
1977年6月7日、ダービーはエリザベス2世在位25周年の節目として、女王からシティ・ステータスを与えられた。1977年7月28日、国会議事堂の壇上において、女王は当時の市長ジェフリー・ティエ（保守党）に手ずから認可状 (charter scroll) もしくは勅許状 (letters patent) を手渡した。それまで、ダービーは大聖堂がありながらシティ・ステータスを得ていない、数少ない町のひとつだった。
ダービーはイギリスにおける聾文化の重要な中心地となっている。手話使用者の大きなコミュニティがあるため、多くの聴覚障碍者がダービーに移り住んでいる。全国平均に比べると、ダービーの聴覚障碍者人口は少なくとも 3 倍に達すると見られる。人数で見ると、ダービーを上回るのはロンドンだけである。アッシュボーン・ロードにある王立聴覚障碍者学校 (The Royal School for the Deaf) は手話と英語の教育を行なっている。
ダービーはフェアトレード・シティとして認定されている。

## 政治

### 行政
鉄道事故調査委員会はダービーにあるザ・ワーフという施設に本部を構えている。
同委員会は 2 つある運行センターのうち 1 つをダービーに置いている。

#### 市章
ダービーの市章はダービー・ラム（雄羊）であり、これをテーマにした「ザ・ダービー・ラム」というフォークソングもある。この名前は多くの所で目にすることができるが、ダービー・カウンティFCのニックネームとして最も親しまれている。市議会の各部門が使う紋章は様式化された雄羊だが、デヴォンシャー公からもたらされた雄羊はメルシャン連隊のマスコットになっている。この連隊は、第95歩兵連隊に由来するかつてのウスターシャー・アンド・シェアウッド・フォレスターズ連隊である。

### 議会
近年のダービーシャーの中心都市はマトロックになっているが、伝統的な取り決めにより、ダービーはダービーシャーのカウンティ・タウンとなっている。

#### 市議会
1997年4月1日、ダービー市議会は再び単一自治体になり、ダービーシャーの残りの地域はマトロックが統括することになった。（1974年まではカウンティ・バラとして単一自治体だった。）

## 対外関係

### 姉妹都市・提携都市
姉妹都市
- オスナブリュック（ドイツ連邦共和国 ニーダーザクセン州）
- 豊田市（日本国 中部地方 愛知県）

提携都市
- カプールタラー（インド共和国 パンジャーブ州）
- ハールレム（オランダ王国 北ホラント州）
- フォンクヴィエ（英語版）（フランス共和国 オー・ド・フランス地方 パ・ド・カレー県）
- 長治市（中華人民共和国 山西省）- 了解覚書
- キーン（アメリカ合衆国 ニューハンプシャー州）

#### 豊田市
豊田市は1998年（平成10年）11月16日に同市と共に、ダービーシャー州、南ダービーシャー市と姉妹都市提携を結んだ。これは1989年、南ダービーシャー市バーナストン地区にトヨタ自動車の現地法人が設立されたことを契機とするものである。姉妹都市提携以降、文化事業での相互交流などを継続的に行なっている。

#### オスナブリュック
ダービーはドイツのオスナブリュックと姉妹都市関係を結んでいる。二都市間のこの協定は、1976年2月17日に結ばれた。
ダービーとの姉妹都市協定は1976年にオスナブリュック市庁舎の「平和の間」で調印された。ダービーとオスナブリュックは毎年、相手の町で12ヶ月を過ごす使節を一人選ぶ。その使節は両都市間の意見交換を促進し、姉妹関係がより周知されるよう教育および広報の担当者として活動する。使節は地元の集会や学校で講演を行なったり、文通相手や実習学生の短期ホームステイ先を探したり、姉妹都市関係への参画を希望するグループのためにペアとなり得る相手を見つけて交渉したり、毎年の年度末旅行を計画したりする。
エトウォールのジョン・ポート・スクールと、姉妹校である オスナブリュック地方メレのギムナジウム・メレの吹奏楽団は毎年交流を行なっている。2009年からは、アレスツリーのウッドランズ・コミュニティ・スクールとオスナブリュックのギムナジウム・アンゲラシューレも交流を行なっている。これは両校が2009年6月に行なった演劇プロジェクトに基づくもので、両市の公演では 1,600 人以上の観衆が集まった。
2 つの市同士で使節を交換するというのは、非常に珍しいものである。オスナブリュックに滞在する使節は毎年交代し、オスナブリュックもダービー、アンジェ、チャナッカレに使節を派遣している。ドイツでこうした使節の交換を行なっている都市は他に無く、イギリスの他の例は唯一、ウィガンが使節の派遣と受け入れをしているだけである。

## 経済
主な産業として、航空エンジン（ロールス・ロイス）、自動車（トヨタ）、磁器（ロイヤルクラウンダービー）、鉄道車両（ボンバルディア）、合成繊維などが挙げられる。

### 第二次産業

#### 工業
ダービーの 2 大企業、ロールス・ロイス・ホールディングス とトヨタ自動車は工学関連の製造業者である。
ロイヤルクラウンダービーは、その高品質の磁器で世界的に名が知られ、広さ 0.02km² の工場で約200人の従業員が磁器製作に携わっている。
他に特筆すべきものとして、ダービー客貨車製作所で鉄道車両を生産するボンバルディア・トランスポーテーション、発電所用のボイラーと熱交換器を生産するアルストムが挙げられる。
ダービーは長年にわたり鉄道輸送の中心地であり、かつてミッドランド鉄道の本拠地が置かれ、またイギリス国鉄の工場と研究所も置かれた。
年を経てその重要性が低下したとはいえ、ダービーではまだ鉄道車両の生産が続いており、ダービー駅は鉄道網において未だ重要な位置を占める。
ダービーにはナショナル・レール・センターが置かれることになった。
1922年からシンフィン・レインにはインターナショナル・コンバッションの 0.25km² にわたる本社があった。この会社は元は炉やボイラーに粉砕燃料を自動的に送り込む機械を製造し、後に発電所の発電機で使われる蒸気ボイラーを製造した。
1990年代にロールス・ロイス・ホールディングス に買収されたが、後にアセア・ブラウン・ボベリに売却された。

### 第三次産業

#### サービス業
インターネットおよびテレフォン・バンキングを扱う Egg はダービーにイギリス本社を置いている。
コンピュータ・ゲーム『トゥームレイダー』を開発したコア・デザインはかつてダービーにあった。
これにちなみ、新しく作られた内環道の一部はゲームのヒロイン名から「ララ・クロフト・ウェイ」と名付けられた。

## 情報通信

### マスメディア

#### 新聞社
『ダービー・テレグラフ』（以前のダービー・イブニング・テレグラフ）はダービーの日刊新聞である。
これ以外に、無料新聞の『ダービー・エクスプレス』が各戸に毎週配られる。
以前の無料週刊新聞『ダービー・トレーダー』は、今では発行されていない。
日刊の無料パンフレット『メトロ』はシティ・センターで毎朝配布されるが、ダービーに関する記事は非常に少ない。
他の地元紙には、火曜日に発行される週刊のダービーシャー・タイムズがあり、主にカウンティ北部のニュースを扱っている。

#### 放送局
BBCラジオ・ダービーは、ダービーシャーとスタッフォードシャーを対象とした BBC のローカル放送局であり、ダービーのサン・ヘレンズ・ストリートに置かれている。
地元、国内、および海外の、ニュース、特集、音楽、スポーツ中継を放送している。週あたり 15 万人のリスナーがおり、周波数は 104.5 FM、1116 AM、北部・中部ダービーシャーでは 95.3 FM、バクストン地域では 96.0 FM であり、インターネットでのストリーミング放送も行なっている。
BBC はダービーで地元向けのウェブサイトを開いており、ニュース、観光情報、天気予報、その他の特集を掲載している。
2007年8月以降、BBC はダービー市議会およびダービー大学と共同し、BBCビッグ・スクリーン・プロジェクトの一環として、マーケット・プレイスにビッグ・スクリーン・ダービーを設置した。

## 教育

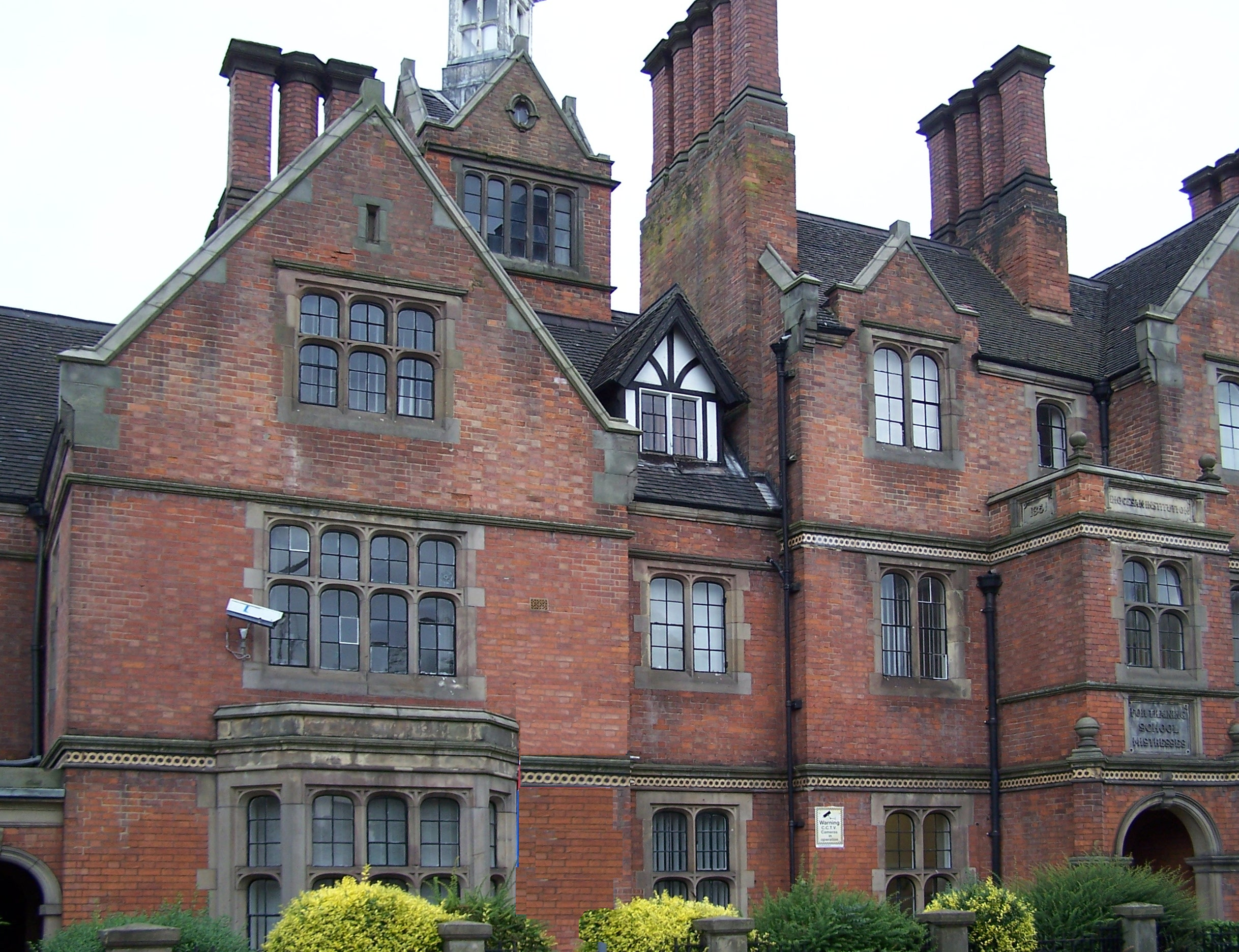
古くからのカレッジ

イギリスの殆どの地域と同様、ダービーには選択試験の無い公立初等・中等教育機関がある。
児童は幼児学校と初等学校（あるいは双方を兼ねた小学校）に通い、次いで総合中等学校へ通う。義務教育を16歳で終えた後、Aレベル試験を受けてさらに教育を続けられるよう、総合中等学校の多くには第6学年級がある。
ダービー・カレッジはカウンティ各地の学校と協定を結び、学外での教育を希望する14歳以上の生徒に職業訓練の機会を提供している。これはカウンティで最も大規模かつ成功しているカレッジのひとつであり、学校卒業者、見習い職人、および雇用者に関わる訓練を、学内および雇用者自身の職場で、16歳以降向けのコースとして実施している。会社向けの訓練は、企業立大学を通じて行なわれている。
公立学校以外では、4 つのインデペンデント・スクールがある。
ダービー・グラマー・スクールは1994年に設立され、元は男子校だったが、2007年からはまず第6学年級に女子を受け入れるようになった。これはイングランド最古の学校の一つでありながら1989年に閉校したかつてのダービー・スクールの役割と伝統を継続しようとするものである。
ダービー・ハイ・スクールは中等教育では女子校だが、初等教育では共学となっている。
オックブロック・スクールは3-18歳の女子、3-11歳の男子が通うインデペンデント・スクールである。トレント・カレッジとエルムス・スクールはロング・イートンにあり、3-18歳の生徒が通う。マイケル・ハウス・ステイナー・スクールはシプリーにあり、幼児学校から16歳までの生徒が通う。

### 大学
ダービー大学は主となるキャンパスをケドレストン・ロードに置いており、ダービーシャー北部のバクストンにも別のキャンパスがある。
2003年にノッティンガム大学はロイヤル・ダービー病院に医学部を開設した。同大学はロンドン・ロード・コミュニティ病院に看護産科学部も開いているが、こちらは2012年半ばにロイヤル・ダービー病院に移転する予定である。
ダービー・カレッジはダービー・シティ・センターで職業訓練とAレベル試験向けの教育を行なっている。
そこには地元の画家ジョセフ・ライト・オブ・ダービーの名がつけられ、Aレベル試験教育のセンターになっている。
歴史あるダービー鉄道製作所はこのカレッジの職業訓練センターとして丸ごと買い上げられ、職人見習い、技師、調理、理容に関する教育を行なっている。
ダービーにあるアカデミーのランドー・フォート・カレッジは、一部公的基金および企業からの支援を受けて運営されている。これは1980年代後半から1990年代前半にかけて設立された都市技術中等学校 15 校のうちの一つであり、2006年9月にシティ・アカデミーへ衣替えした。

### 特別支援
ダービーには、障碍者支援施設もある。養護施設から第6学年級に生徒を受け入れるアイビー・ハウス・スクールは、ダービー・ムーア・コミュニティ・スポーツ・カレッジにある。ライト・ハウスは障碍児童とその親への短期支援を提供している。

## 交通

### 空路

#### 空港
イースト・ミッドランド空港はダービーの中心から 24 キロメートルの位置にある。この空港は、ダービーに近いこと、実際はレスターシャーにあること、伝統的にダービーとレスターとノッティンガムは互いに張り合う関係にあることから、2004年に空港がその名称にノッティンガムを冠すると決めた時、論争が起こった。2006年、ノッティンガム・イースト・ミッドランド空港は元の名前に戻った。この空港では、（東ミッドランドで主に運行される）Bmibaby、ライアンエアー、Jet2 などの格安航空会社が運行されている。
ダービーの中心から約 7 キロメートル南東にあるダービー飛行場には、ゼネラル・アビエーションが使用する草地の滑走路がある。

### 鉄道

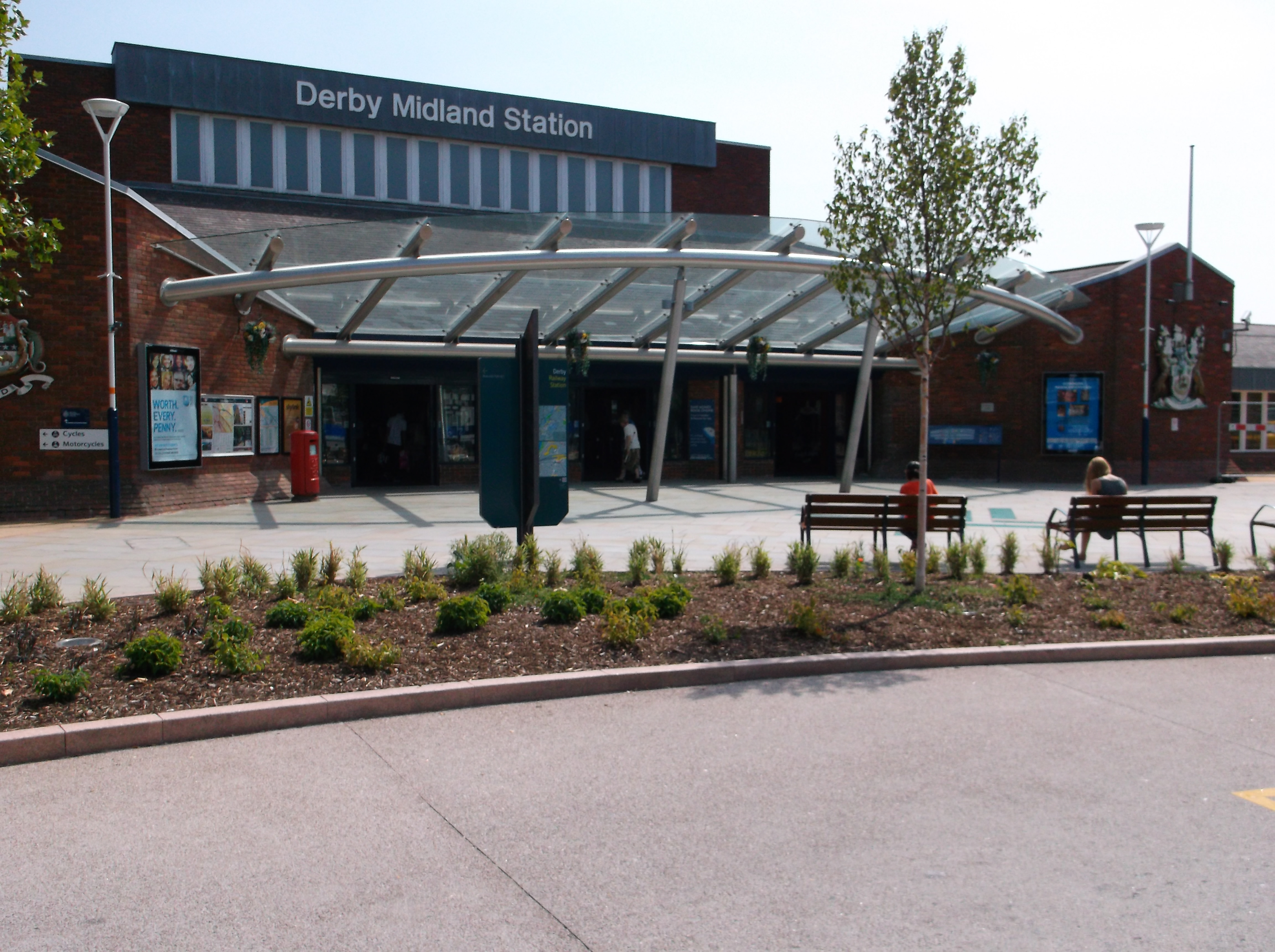
ダービー駅

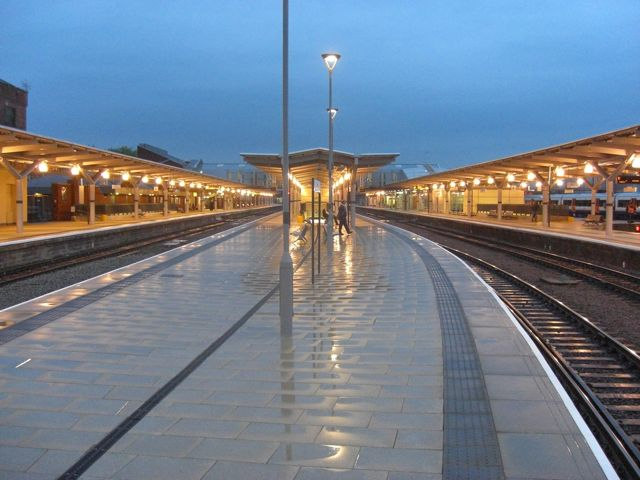
ダービー駅

#### 鉄道路線
ダービーに鉄道が開通したのは1840年のことである。すなわちノース・ミッドランド鉄道がリーズに至る路線を、バーミンガム・アンド・ダービー・ジャンクション鉄道がラグビーを経由しロンドンに至る路線を、ミッドランド・カウンティーズ鉄道がノッティンガムとレスターに至る路線を開いた。1844年、これら 3 社が合併してミッドランド鉄道となり、のちにセント・パンクラス駅に直通する路線を開いた。現在のダービー駅は1840年と同じ場所にあり、1番ホームの基礎部分に開業当時のプラットフォームを見ることができる。ミッドランド鉄道の駅舎正面は1985年に改築され、プラットフォームの上に架けられた1950年代のコンクリート製の天蓋は、2008年から2009年にかけて鋼鉄とガラス製に造り替えられた。
ダービー駅はイースト・ミッドランズ鉄道が管理し、イースト・ミッドランズ鉄道とクロスカントリー鉄道によって、ロンドン方面、北東方面、南西方面へ特急列車が走っている。ローカル路線用にペアツリー駅とスポンドン駅もあるが、便は（特に前者は）限定的である。
コルウィックとノッティンガムからエギントン連絡駅に至る、グレート・ノーザン鉄道の「ダービーシャーおよびノース・スタッフォードシャー延長線」(Derbyshire and North Staffordshire Extension) はかつてダービー・フライアーゲート駅を通って行った。路線が廃止された後、ダービーの西にある路線の一部は、イギリス国鉄が試験用に使用した。ダービーの両側にある道床は現在、道路開発で封鎖されるほかは、サストランスの自転車道路に作り変えられた。アンドリュー・ハンディサイドによる装飾的な鋳鉄製の橋は、彼が作った渡河橋としてフライアーゲートに今もある。

#### 鉄道技術
ミッドランド鉄道がダービー鉄道製作所およびダービー客貨車製作所と共に自らの本拠をダービーに置いた結果、ヴィクトリア朝時代には鉄道が町の発展に大きく影響した。
しかし上記の通り、20世紀になると他所でも鉄道製作が発達するようになり、ダービーでは他の産業に重点が移った。ダービーはディーゼル車両導入の先駆けとなったとはいえ、1966年にはその製造を終了した。またその修理工場は次第に縮小し、最後にはそれらの車両工場は閉鎖され、跡地はプライド・パークとして再開発された。今でも残る建物は、駅の 6 番ホームから見ることができる。
客貨車製作所はボンバルディア・トランスポーテーションの下で車両製造を続けている。鉄道技術センター (Railway Technical Centre) には今でもデルタレール・グループ（かつてのイギリス鉄道研究局）本社など、鉄道関連会社が入っている。

### バス

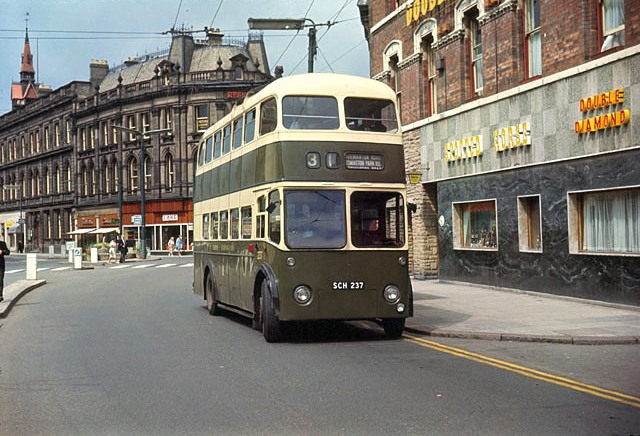
ダービーのヴィクトリア・ストリートを走るダービー・コーポレーションのトロリーバス（1967年）。

#### 路線バス
ダービーのかつてのバス停留所は地元の建築家 C.H. アスリンが設計したアール・デコ様式の建物だった。これは1933年に建てられ、2005年に閉鎖し、保護論者たちの反対を押し切って取り壊された。その独特のカフェを国立路面電車博物館に再建する計画が立てられている。新しいバス停留所は、2010年3月28日にオープンしたリバーライツ団地の一角に建てられた。以前のバス停が閉鎖して以降、モーリッジ地域周辺の道路にある仮停留所が使われていた。ダービーの殆どの路線は現在このバス停留所を終着点とする。新しいバス停留所は現代的で、28 本ある発着場のうち、4 本は長距離バス用、24 本は一般の路線バス用である。乗客が乗降するコンコース部分がまず先に建設され、残りの部分にはホリディ・イン、ヒルトン・ホテル、コンビニエンスストアが入り、それらも2010年末にオープンした。
多くの会社がダービーおよび周辺地域で地元バス路線を運営しているが、大手はトレント・バートンとアライバ・ミッドランズである。ダービーには、ロンドンからマンチェスターへ、またヨークシャーから南西方面へ行くナショナル・エクスプレスの路線が通っている。加えて、マンチェスターとノッティンガム間を結ぶ路線が、トレント・バートン（トランスピーク道路を経由）およびレッド・アローの両社で運行されている。
1932年-1967年の間、ダービー・コーポレーションは市内でトロリーバスを運行していた。トロリーバスは1967年9月9日まで走った。ダービーの車両の何台かはサンドトフト・トロリーバス博物館とイースト・アングリア交通博物館に保存されている。

### 道路

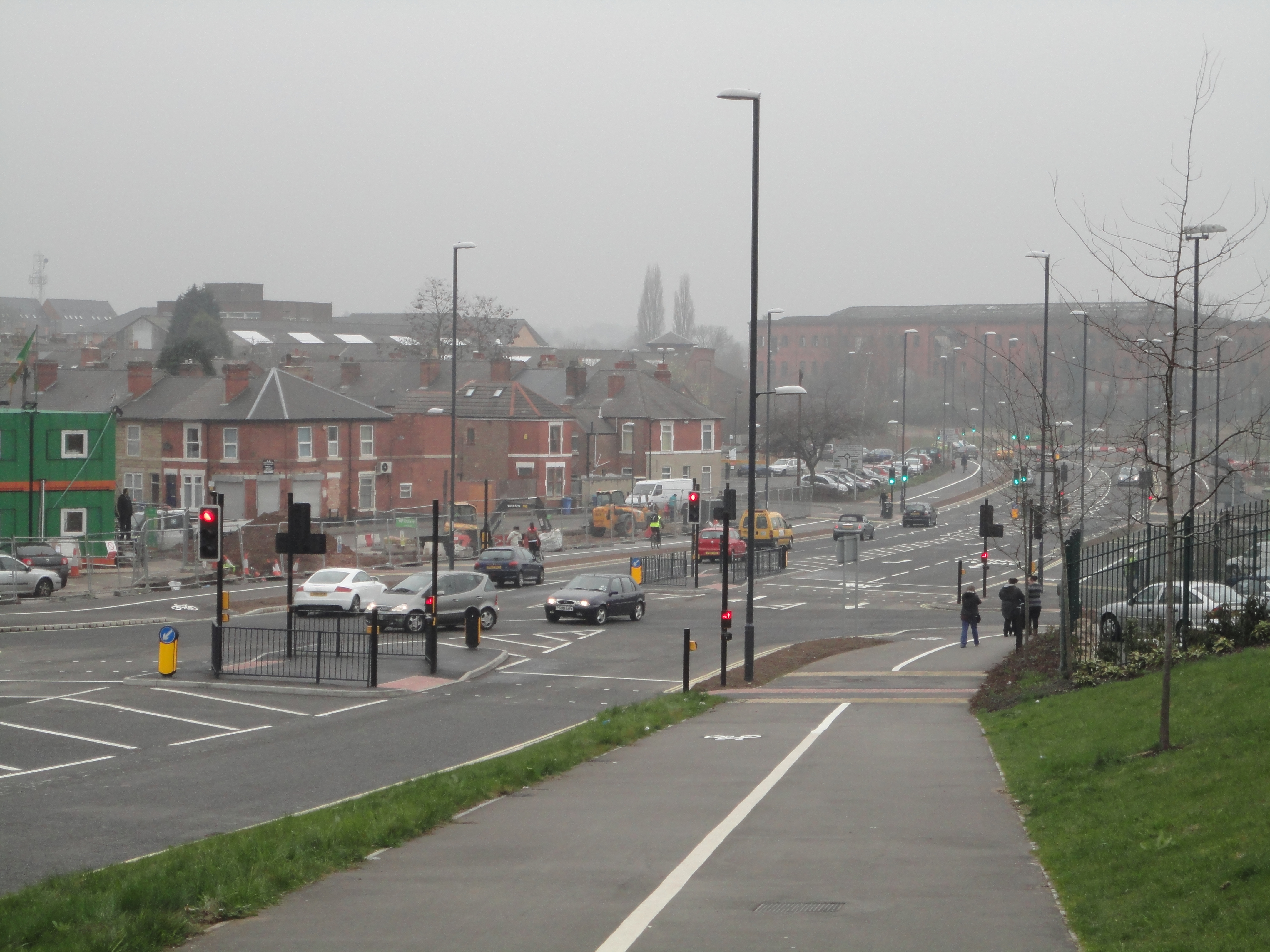
メルシャン・ウェイ。アビイ･ストリート越しにユートクシター・ニュー・ロード方向を見る。

ダービーは、イングランドの他の地域につながる広範な道路網を持つ。

#### 高速道路
M1モーターウェイが町の東約10マイルの所を走り、ダービーを南はロンドン、北はシェフィールドとリーズに繋げている。

#### 主要道路
ダービーの近くを通るその他の主要道路としては、歴史的にロンドンからカーライル、レスター、マンチェスターに至る主要道路だったA6ロード、ボドミンからブリストルとバーミンガムを経由してマンスフィールドに至るA38ロード、ウォリントンからストーク・オン・トレントを経由してレスターに至るA50ロード、ニューカッスル・アンダー・ライムからマーブルソープに至るA52ロード（これにはダービーとノッティンガムを繋げるブライアン・クラフ・ウェイが含まれる）、ダービーからシェフィールドとリーズを経由してサースクに至るA61ロード、がある。

#### 内環道
2011年3月16日、街の内環道の最後の部分となったメルシャン・ウェイが開通した。これはバートン・ロードとユートクシター・ニュー・ロードを繋げ、アビイ・ストリートと交差する。アビイ・ストリートは、メルシャン・ウェイに接続する唯一の道路である。

## 観光

### 名所・旧跡
ダービーには歴史的建造物が多く残っている。
ダービー大聖堂はゴシック様式の尖塔を持ち、68.6 メートルというイギリス第二の高さを誇る。この教会の起源は千年以上前に遡り、塔は1509年-1527年に建てられ、主屋は1722年-1725年に改築されたものだが、そのほか増改築を行なった各時代の様式が混在する。2006年からは隼のつがいが巣を作り卵を育てており、3 台のウェブカムが彼らを実況している。

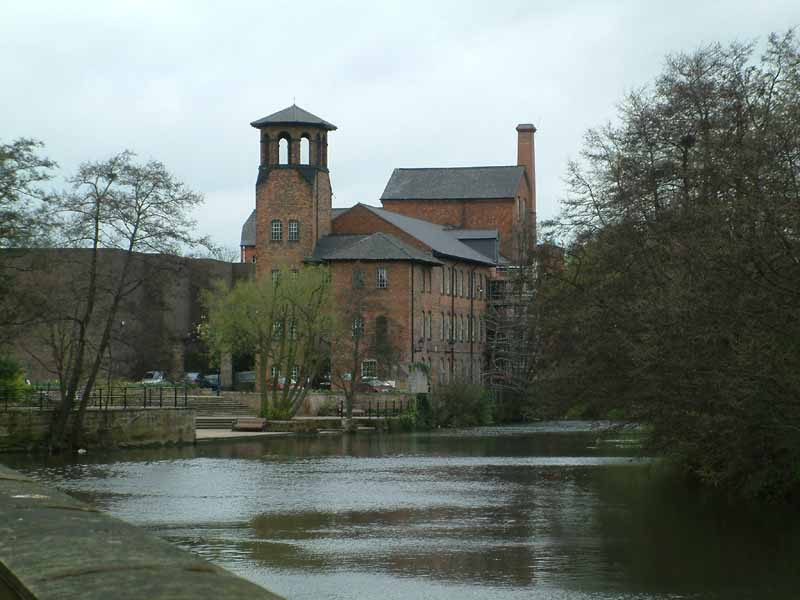
ダービー産業博物館（シルク・ミル）

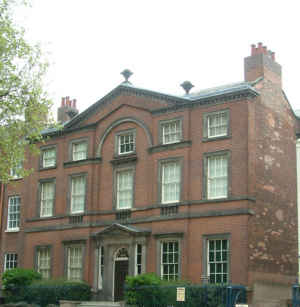
ピックフォードハウス博物館

ダービー産業博物館（シルク・ミル）は18世紀はじめに建てられたかつての紡績工場であり、世界遺産「ダーウェント峡谷の工場群」の一部ともなっている。ロールス・ロイスの航空用エンジン、鉄道、鉱業、採石場、鋳造場など、ダービーの産業的遺産と技術的偉業の展示を行なっている。
ピックフォードハウスは1770年に建築家ジョセフ・ピックフォードによって建てられた。この典型的なジョージ王朝建築はピックフォードの居宅兼事業所であり、博物館となった現在の展示は当時の雰囲気を存分に偲ばせる。ピックフォードはキング・ストリートのサン・ヘレンズ・ハウスも設計した。
ダービー博物館・美術館はジョセフ・ライト（ライト・オブ・ダービー）の絵画コレクションで特に知られ、他にもロイヤルクラウンダービーの磁器、博物学、地元の連隊と考古学の展示がある。
フォード・ストリートとセント・アルクムンズ・ウェイ沿いの新しい建物としては、フライアー・ゲート・スタジオズ、ジョセフ・ライト・センター（ダービー大学の一部）、そしてジュリーズ・インが挙げられる。このホテルはひときわ高く、近くのサン・マリー教会、そして実際のところ（かつてそのシルエットが町の特徴ともなっていた）大聖堂よりも高い。グリーン・レイン、ノッティンガム・ロード、ダーリー・パークなどから町に向かう時の目印は、今やこのジュリーズ・インの建物になった。

### 観光スポット
- 大聖堂地区（英語版） - ブティック、パブ、カフェ、レストランなどが立ち並ぶ[1]。
- ダーリー・アビイ（英語版） - ダービー郊外の村。ダービー産業博物館と共に、世界遺産の一部に登録されている。
- ダーウェント川（英語版）
- ダービー運河（英語版）
- ダービー大聖堂（英語版）
- サン・マリー教会（英語版）
- ギルドホール - 1948年まで市庁舎として、現在は小劇場として使われている建物。1842年に建てられた[33]。
- ダービー植物園（英語版）
- マーキートン公園軽便鉄道（英語版） - 保存鉄道。
- ダービー・フライアーゲート駅（英語版） - 遺構として今も残るのは、フライアーゲートに架かるハンディサイド製の橋だけである。
- プライド・パーク・スタジアム - ダービー・カウンティFCの本拠地。
- サン・ヘレンズ・ハウス（英語版）
- ダービー監獄（英語版） - 1756年まで遡るダービーシャー・カウンティ監獄の地下牢にある観光スポット。
- ダービー産業博物館（シルク・ミル）
- ピックフォードハウス博物館
- ダービー博物館・美術館
- ロイヤルクラウンダービー博物館

### 公園
ダービーにはいくつかの美しい公園がある。

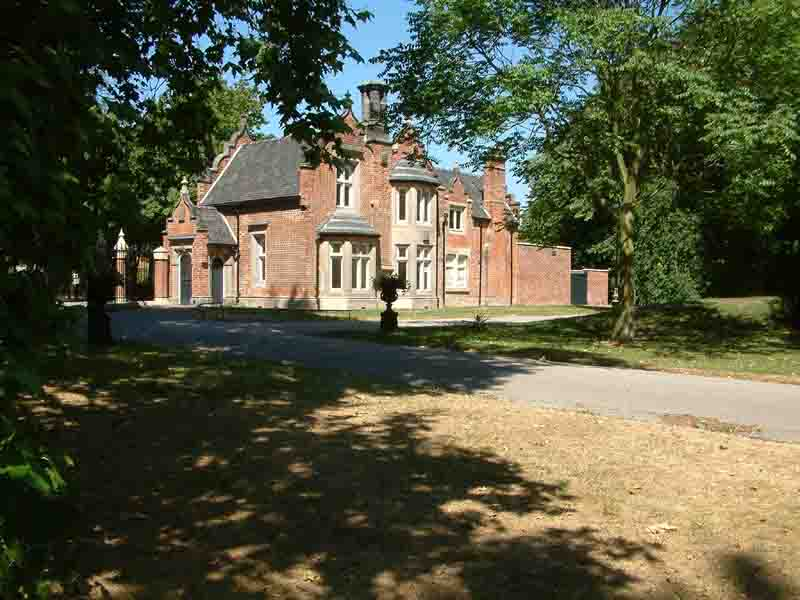
ダービー植物園の北端にある、復元されたグローブ・ストリート・ロッジと“グランド・エントランス”

ダービーの公園は多くがヴィクトリア朝時代に起源を持つ。ダーリー公園とダーウェント公園は市の中心部からすぐ北の位置にあり、フクロウ、カワセミほか野生動物の棲家になっている。ダービー漕艇クラブとダーウェント漕艇クラブが川岸にある。ダーリー公園から南の他の公園に向かって延びる、川岸の散策道と自転車道もある。市の中心部から西にはマーキートン公園、北にはアレスツリー公園とその湖がある。
マーキートン公園は年間百万人以上の来園者がある、ダービーで最も人が集まるレジャースポットであり、またダービーで最も広い公園のひとつである（約 0.84 km²）。園内には様々な行事やアトラクションが用意されている。例えば、市議会によって毎年ガイ・フォークス・ナイトで花火が焚かれ、また園内に軽便鉄道が走っている。
市の中心部から南にあるダービー植物園は、造園家ジョン・クラウディウス・ルードンが設計した世界初の公共公園であり、イングランドで初めて樹木園を備えたレクリエーション公園である。慈善事業家の地主かつ実業家でもあったジョセフ・ストラットによって1840年に開かれた。園内には千本以上の樹木が立ち並ぶ。この植物園のデザインはアメリカの大型都市公園、特にニューヨークのセントラル・パークのモデルになった。1990年代にいったん寂れたが、その後再び手入れが施された。
主な公園としては他に、チャッデスデン公園、アルバストン公園、ノルマントン公園、オスマストン公園がある。

## 文化・名物

### 祭事・催事

#### イベント
1977年から毎年2月と7月にビール祭が開かれ、市の一大イベントとなっている。何百種ものビールが供され、全収益は慈善事業に使われる。
毎年12月のはじめ、ダービーのチャールズ・エドワード・ステュアート協会は週末に行事を行ない、そのクライマックスでは町の中心をパレードし、カシドラル・グリーンで模擬戦闘が行なわれる。

### 音楽
ダーリー・パークで毎年開かれる屋外コンサートは、その種の無料イベントで最大のものの一つである。ダービーで主に活動するプロの室内オーケストラであるシンフォニア・ヴィヴァが年を通じて多数行なう演奏の一つでもある。ザ・ダービー・ジャズの楽団は町のジャズ好きの前で演奏し、イギリスで生演奏を行なうジャズ楽団のうちでも主要なものの一つとなっている。
ロックでは、ブルースのシンガーソングライターであるケヴィン・コイン、ワーナー・ブラザース・レコードの 3 人組ロックバンドであるロストアローンがダービーの出身である。スカコアバンドであるライトイヤーも同様で、2枚目のアルバム『クリス･ジェントルメンズ・ヘアドレッサー・アンド・レールウェイ・ブック・ショップ』はマックリン・ストリートのとある店にちなんで名づけられている。
ポップグループのホワイト・タウンはダービー出身で、そのビデオ『ユア・ウーマン』ではダービー・シティ・センターで多くのシーンを撮影している。
大規模なオーケストラによる演奏会や他のコンサートは、アセンブリ・ルームズで開催される。人気の高いアマチュアのクラシック音楽活動としては、ダービー・バッハ合唱団 (Derby Bach Choir)、ダービー合唱連盟 (Derby Choral Union)、ほか小規模の合唱団として、ダーウェント歌唱団 (Derwent Singers)、シットウェル歌唱団 (Sitwell Singers)、ダービー・コンサート・オーケストラ (Derby Concert Orchestra) などがある。ダービー室内楽団 (Derby Chamber Music) は、ダービー大学のマルチフェイス・センターで毎年定期的に室内楽コンサートを開いている。ダービー大聖堂では毎年夏に、国際的に名の通った演奏家たちを招いたオルガンのリサイタルが開かれている。
フォーク音楽関連では、毎年開かれるダービー・フォーク・フェスティバルが挙げられる。
市内で演奏が行なわれる場所は、アセンブリ・ルームズ、ザ・ヴィクトリア・イン等である。

### 芸術

#### 演劇とアート
ダービー劇場は、特に近年はスティーヴン・ソンドハイムによる作品上演によって、全国規模のマスコミから常に賞賛を受けていた。しかし長年にわたる経営不安の後、2008年2月に閉館した。新しい財政プランと共に同年9月には再開されたが、その2ヵ月後さらに深刻な財政問題によって再閉館した。その後ダービー大学がここを賃借している。名称を Derby Playhouse から Derby Theatre に変え、アセンブリ・ルームズ、ギルドホール劇場と共に、ダービー市議会の文化部門である Derby LIVE によって運営されている。ダービー劇場では毎年、ダービー・ギルバート・アンド・サリヴァン・カンパニーの上演が行なわれている。
ダービーQUADは2008年にオープンした、アートと映画の中核施設である。建物には自主映画および一般商業映画を上映する映画館が 2 つ、現代視覚芸術作品を展示するギャラリーが 2 つ、デジタル・スタジオ、会合スペース、デジタル編集設備、アート・スタジオ、BFI メディアテック（映像作品アーカイブ）がある。
ロバート・ラドラム劇場は各種の催し物（ダンス、ドラマ、アート、音楽、シアター・イン・ザ・ラウンド、喜劇、家族イベント、ロックやポップスのコンサート、ワークショップなど）を行なう 270 席の施設であり、ダービーシャーの多くのアマチュア芸術家グループに活動拠点を提供している。
ダービーの多くのアマチュア劇団のうち、ダービー・シェークスピア劇団 (Derby Shakespeare Theatre Company) はそのしばしば革新的な演出から高い評価を得ており、コーンウォールのミナック・シアターへ頻繁に招かれている。
Derby Festé は毎年9月の週末に開かれる、大掛かりなストリートアートの祭典である。
演出家のジョン・デクスターと俳優のアラン・ベイツはダービーの出身である。

### ショッピング、ナイトライフ

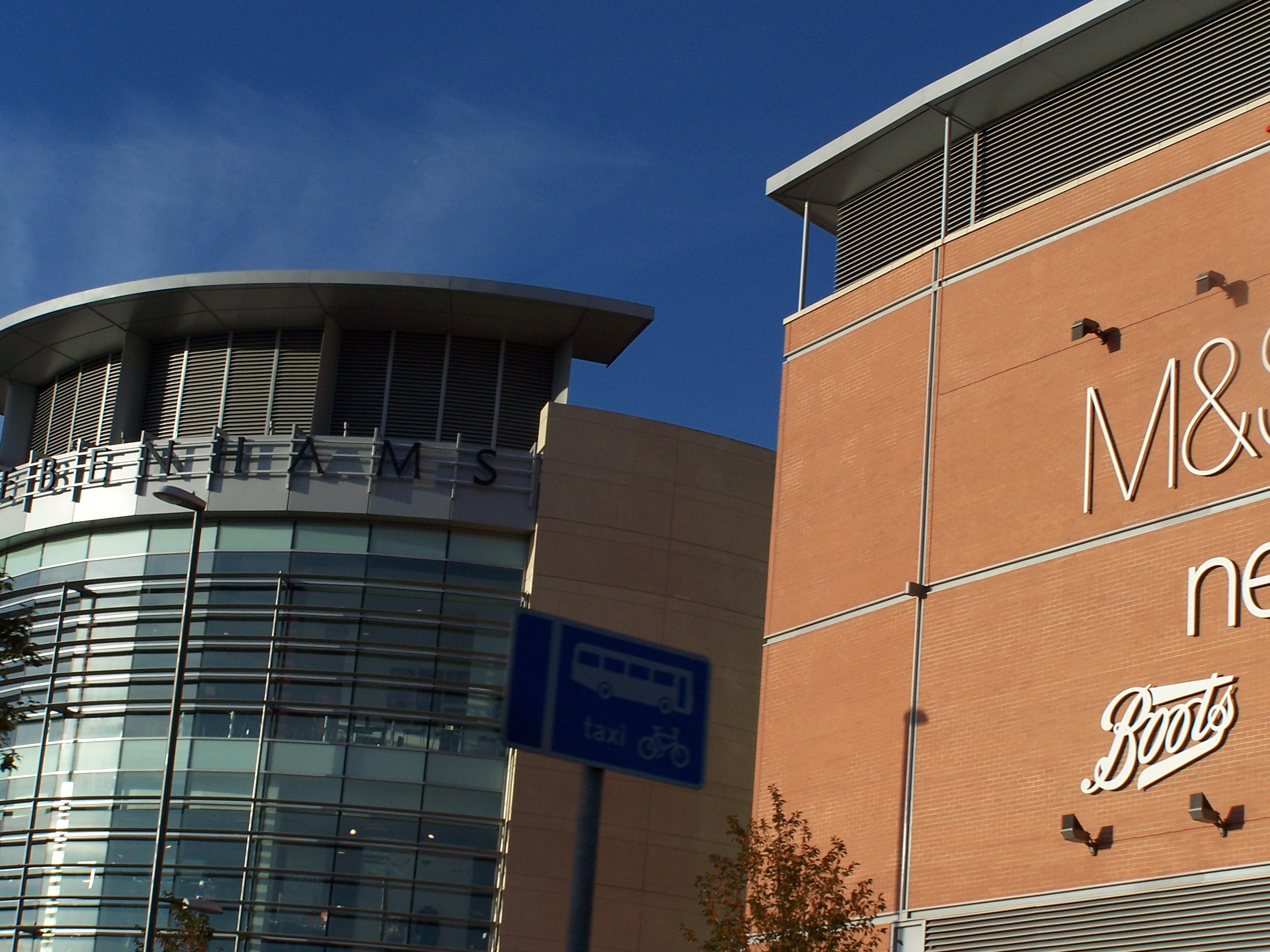
ウェストフィールド・センターの一角

ダービーでのショッピングは、2 つの主な地域に分けられる。一つはウェストフィールド・ショッピング・センター、もう一つは大聖堂地区（カシドラル・クォーター）と呼ばれる昔からの地域である。後者にはブティック、カフェなどがあり、大聖堂の周辺およびアイロンゲートとサドラー・ゲートの周辺地域に集中している。
かつてのイーグル・センターを合併したウェストフィールド・ダービーは、ダービーの屋内ショッピングセンターでは主となるものである。これは2007年に、3億4千万ポンドをかけた増築工事の末オープンした。内部にはフードコート、2008年5月にオープンした 12 館からなるシネマコンプレックスがある。この再開発には異論が多く、昔からの地元自営業者がいる市中心部の商業地域が斜陽化してしまうと反対する者もいた。それらの地域の一部ではショッピングセンターのオープン後、客足が遠のき店を閉じてしまったところもある。当のショッピングセンターでは、高い賃料と増税によって、小規模業者は苦しい立場に置かれている。
フライアー・ゲート地域にはクラブやバーがあり、ダービーのナイトライフの中心地となっている。ダービーにはパブも多い。

### スポーツ

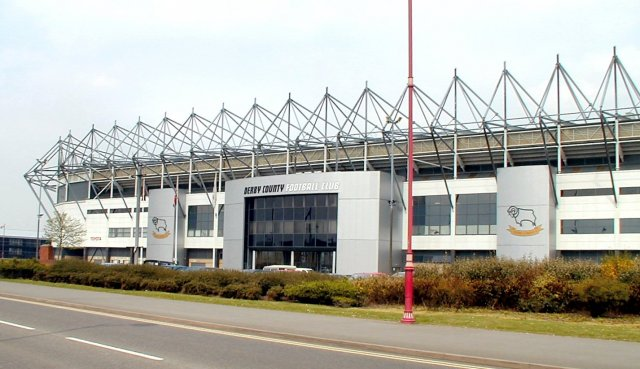
プライド・パーク・スタジアム

ダービーは、いくつかのスポーツチームの本拠地になっている。

#### サッカー
- ダービー・カウンティFC

ダービーを本拠地とするサッカークラブのダービー・カウンティFCは、フットボールリーグ・チャンピオンシップの一員である。
1946年のFAカップで優勝し、1967年にはブライアン・クラフが監督に就任、1969年にフットボール・リーグ・ファースト・ディビジョンに昇格した。そして1972年に（当時の1部リーグである）フットボールリーグで優勝した。
しかし翌年いざこざの末クラフが辞任し、デイヴ・マッケイが後任となった。彼も1975年にチームを優勝に導いた。
以降、今日に至るまで優勝からは遠ざかっている。
1980年には降格の憂き目にあい、1987年にようやく1部リーグに復帰した。以降、チームが1部リーグにあったのは計 11 シーズン（1987年-1991年、1996年-2002年、2007年-2008年）である。
2007年-2008年のシーズンでは38戦中1勝しかできず、この時の 11 ポイントというスコアはプレミアリーグ史上最悪だった。かつての監督にはブライアン・クラフ、アーサー・コックス、ジム・スミス、ジョン・グレゴリー、ジョージ・バーリーがいる。
かつて所属した選手にはコリン・トッド、ロイ・マクファーランド（彼はのち短期間、成果は出なかったが監督にもなった）、デイヴ・マッケイ、ピーター・シルトン、ディーン・ソーンダース、クレイグ・ショート、マーコ・ガッビャディーニ、オラシオ・カルボナーリ、スティーブ・ブルーマー、トム・ハドルストーンがいる。
チームは1997年からプライド・パーク・スタジアムを本拠地にしている。
それ以前は、1世紀の歴史を持つベースボール・グラウンドを本拠地にしていた。
これは元来、（短命ではあったが）ダービーの野球チームの本拠地として1890年に建てられた競技場だった。優れた野球選手であり著名なサッカー選手でもあった、ダービーの伝説的人物としてスティーブ・ブルーマーがいる。野球チームが解散した後、1895年にダービー・カウンティFCはそこへ移ってきた。
その他
ダービーには、リーグに所属しない成人サッカークラブが 3 つある。
ミックルオーバー・スポーツFCはステーション・ロードとミックルオーバーで活動しており、ノーザンプレミアリーグ・プレミアディヴィジョン（リーグ構成では 7 番目にあたる）に所属している。
グラハム・ストリート・プリムズFCとボロウウォッシュ・ヴィクトリアAFCはいずれもイースト・ミッドランズ・カウンティーズ・フットボール・リーグ（リーグ構成で 10 番目）に所属しており、スポンドンのアスターデール複合施設に隣接するグラウンドで活動している。

#### クリケット
ダービーシャー・カウンティ・クリケット・クラブはダービーのカウンティ・グラウンドを本拠地とし、殆ど全てのホームゲームをそこで行なっているが、2006年からはチェスターフィールドでも試合を行なっている。ファーストクラス・クリケットのカウンティ代表チームの一つとして、1936年に一度カウンティ・チャンピオンシップで優勝している。

#### ラグビー
ダービーには両ラグビー団体のクラブがある。ラグビー・ユニオンのチームであるダービーRFCはミッドランズ1イースト（リーグ構成で 6 番目）に所属し、ハスラムズ・レイン運動場で活動している。ラグビーリーグのチームであるダービー・シティRLFCは1990年に発足し、ナショナル・ラグビー・リーグ・カンファレンスのミッドランズ・プレミア・ディビジョンに参加した。2008年からはハスラムズ・レインでダービーRFCと運動場を共用している。

#### バスケットボール
ムアウェイズ・スポーツ・センターで活動するダービー・トレイルブレーザーズはイングリッシュ・バスケットボール・リーグの1部リーグに所属している。これはブリティッシュ・バスケットボール・リーグのチームだったダービー・ストームが解散したのち2002年に結成された。

#### 野球
地元の実業家フランシス・レイは、19世紀末にダービーへ野球を紹介し、町の中心近くにスタジアムを建設した。
野球がダービーに根付くことは無かったが、スタジアムはほぼ一世紀の間、ダービー・カウンティFCの本拠地として使われ続けた。クラブがプライド・パーク・スタジアムに移転した6年後、2003年にこのスタジアムは取り壊された。

#### 陸上
オリンピック出場経験もあるマラソン選手アーサー・キーリーは1921年にダービーシャーで生まれ、生涯にわたりダービーで過ごした。彼は1960年のローマオリンピックで2時間27分を記録し、イギリスのオリンピック記録を更新した。

## 出身関連著名人
- アラン・ベイツ（1934年 - 2003年）- 俳優
- フリーダ・ベディ（英語版）（1911年 - 1977年）- 社会事業家、作家、ゲロンマ（英語版）[訳語疑問点]
- ロナルド・ベンジ（英語版）（1910年 - 1979年）- 軽音楽の作曲家
- デーブ・ブレイルズフォード（英語版）（1964年 -）- 自転車競技の指導者
- リー・キャンプ（1984年 -）- サッカー選手（ノッティンガム・フォレストFC所属）
- ジョン・ケアルー（1933年 -）- BBCウェールズ交響楽団の筆頭指揮者
- マックスウェル・コールフィールド（1959年 -）- 俳優
- ヘンリー・キャヴェンディッシュ（1731年 - 1810年）- 科学者
- ウィリアム・ジョン・コフィ（英語版）（1774年 - 1846年）- 画家、彫刻家
- ダニエル・コーク（英語版）（1745年 - 1825年）- 法廷弁護士、国会議員
- ケヴィン・コイン（英語版）（1944年 - 2004年）- シンガーソングライター
- エラズマス・ダーウィン（1731年 - 1802年）- 医師、哲学者
- ジョン・デクスター（英語版）（1925年 - 1990年）- 演出家
- ラルフ・ダウンズ（英語版）（1904年 - 1993年）- ロンドンのロイヤル・フェスティバル・ホールにあるオルガンを設計したオルガニスト
- ジョン・フラムスティード（1646年 - 1719年）- 初代王室天文官
- ジェームズ・フォックス（英語版）（1780年 - 1830年）- 機械職人
- ジョージア・グルーム（英語版）（1992年 -）- 俳優
- ピーター・ハミル（1948年 -）- シンガーソングライター、プログレッシブ・ロック・バンドであるヴァン・ダー・グラフ・ジェネレーターの結成メンバー
- ボビー・ハッセル（英語版）（1980年 -）- サッカー選手
- アンドリュー・ハンディサイド（1806年 - 1887年）- 製鉄会社の創業者
- ジェフ・フーン MP（1953年 -）- 政治家
- ウィリアム・ハットン（英語版）（1723年 - 1815年）- 歴史家、詩人、書籍販売人
- サミュエル・ジョーンズ（1902年 - 1991年）- ボクシング・マネージャ、トレーナー
- マイケル・ノウルズ（英語版）- 俳優
- スティーヴン・レイトン（英語版）（1966年 -）- 合唱指揮者
- ダンカン・ロイド（英語版） - ミュージシャン
- ケヴィン・ロイド（英語版）（1949年 - 1998年）- 俳優（連続テレビドラマ「ザ・ビル（英語版）」のトッシュ・ラインズ役）
- ジョン・ロウム（英語版）（1693年 - 1722年）- 製糸業の先覚者
- スティーヴン・マーリー（英語版）（1946年 -）- 小説家
- フローレンス・ナイチンゲール（1820年 - 1910年）- 近代看護の先覚者
- ジャック・オコネル（1990年 -）- 俳優
- コリン・オズボーン（英語版）（1975年 -）- PDCのダーツ選手
- クリス・パーマー（英語版）（1983年 -）- サッカー選手
- ジョージ・エドワード・ペリー（「テッド」）（1931年 - 2003年）- ヒュペリオン・レコードの創業者
- サミュエル・プリムソル（英語版）（1825年 - 1898年）- ダービー選出の国会議員（1868年 - 1880年）を務めた自由党の政治家、満載喫水線の発案者、「船乗りの友」
- サミュエル・リチャードソン（1689年 - 1761年）- 小説家
- クリス・リゴット（1980年 -）- サッカー選手
- フレデリック・ヘンリー・ロイス（1863年 - 1933年）- ロールス・ロイスの共同創業者
- ナイジェル・ラッド（英語版）（1946年 -）- 実業家
- ローレン・ソチャ（英語版）（1990年 -）- E4（英語版）チャンネルのコメディドラマ「ミスフィッツ」の出演者
- マイケル・ソチャ（英語版）（1987年 -）- 俳優
- ジョージ・ソロコールド（英語版）（1668年? - 1738年?）- 非軍人にして初めてエンジニアと呼ばれた人物
- ハーバート・スペンサー（1820年 - 1903年）- 哲学者
- ジェディダイア・ストラット（英語版）（1726年 - 1797年）- 靴下産業の先覚者
- ダミアン・ウォルターズ（1982年 -）- スタントマン、体操選手、パルクーラー
- ジョン・ホワイトハースト（1713年 - 1788年）- 時計職人（英語版）、科学者
- ダヴィズ・ウィグリー（英語版）（1943年 -）- プライド・カムリの政治家
- ヘンリー・ウィルモット（英語版）（1831年 - 1901年）- ヴィクトリア十字章の授与者
- ジョセフ・ライト（1734年 - 1797年）、画家
- ローレン・ソチャ（1990年 ‐ ） - 女優
- トニー・フランクリン（1962年 - ） - フレットレスベース奏者

## ギャラリー

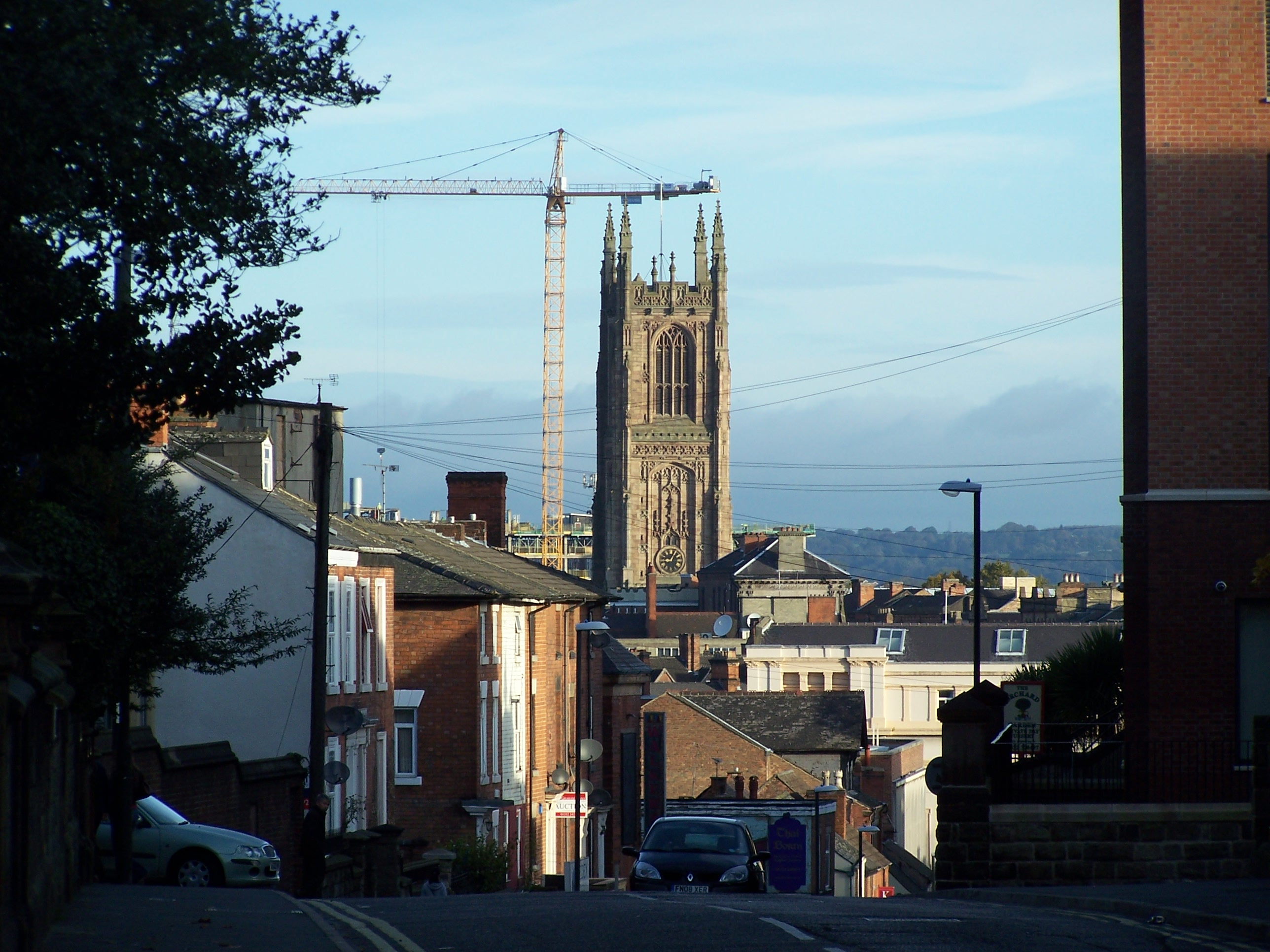
グリーン・レインから見た大聖堂
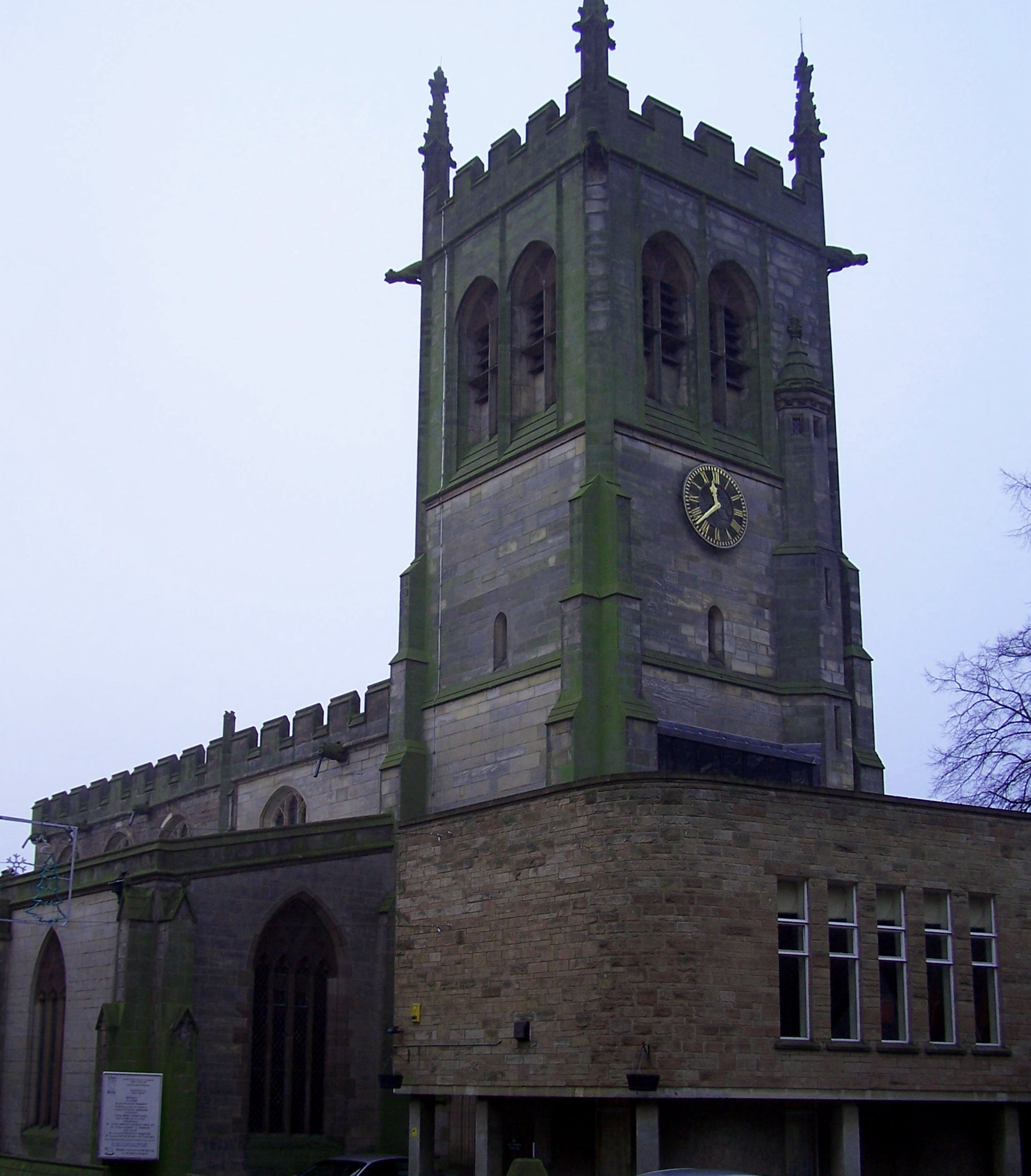
近年の増築部分があるサン・ピーターズ中世教会
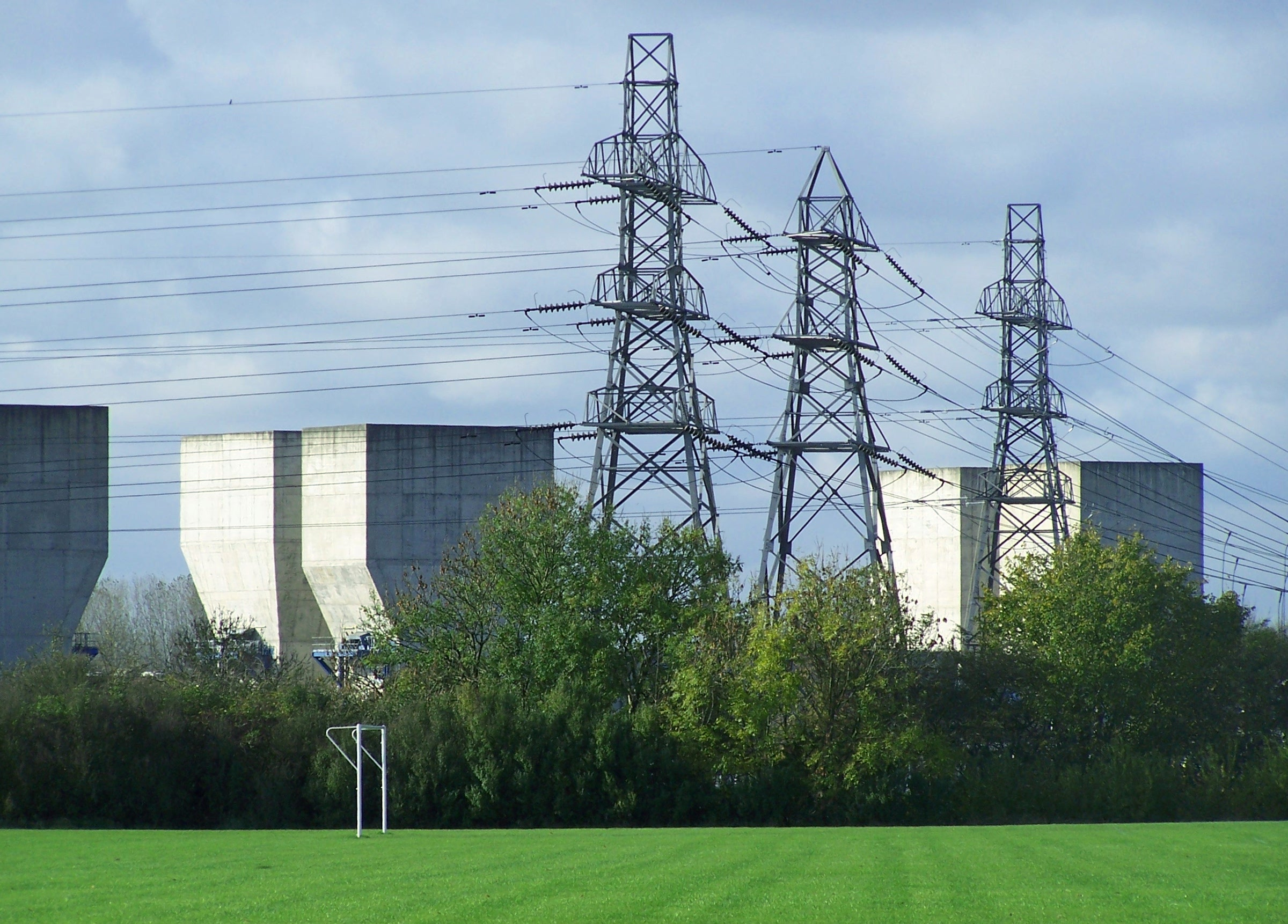
ロールス・ロイス工場の一角
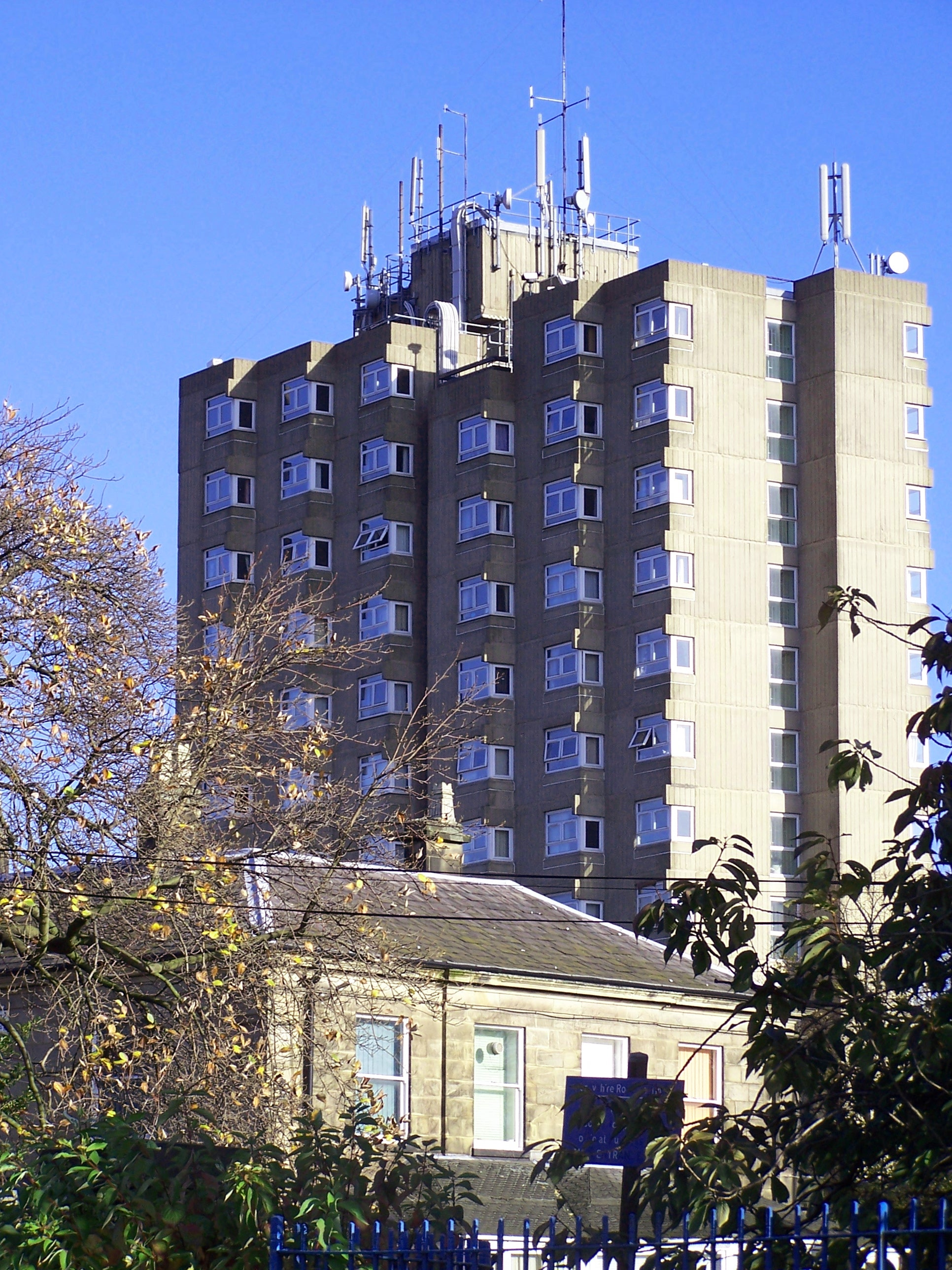
看護師寮
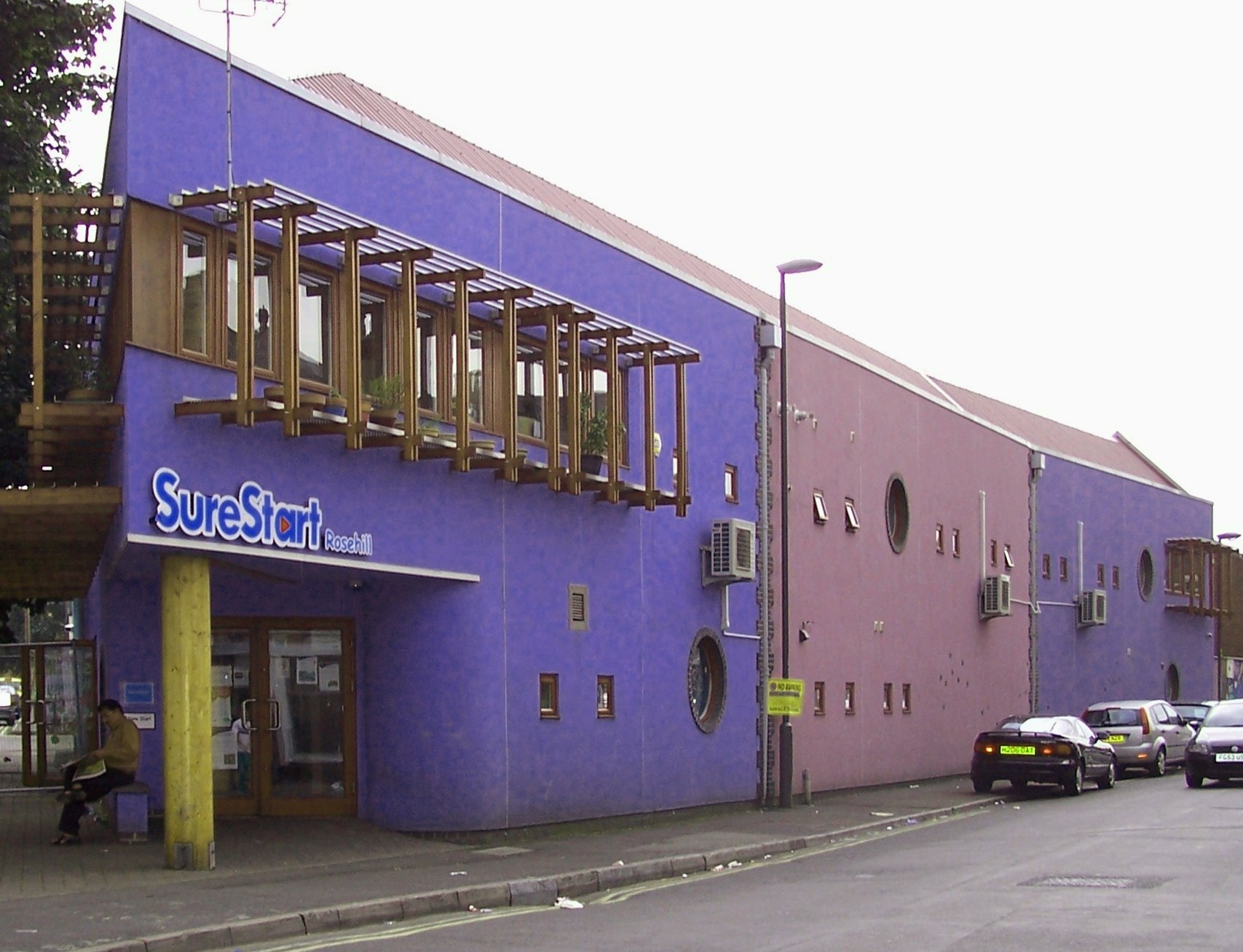
シュア・スタート（ノーマントン）
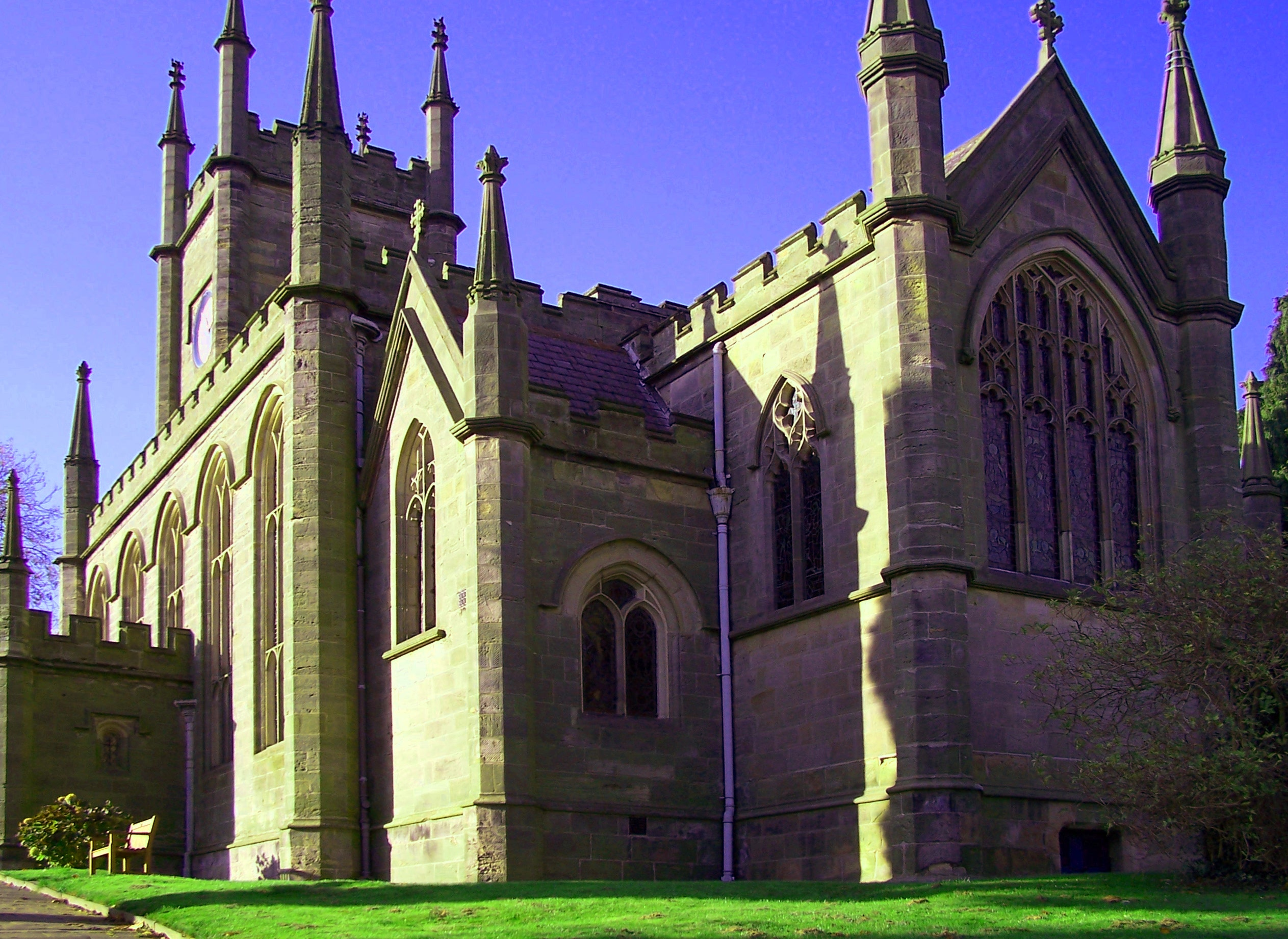
サン・マシューズ（ダーリー・アビイ）
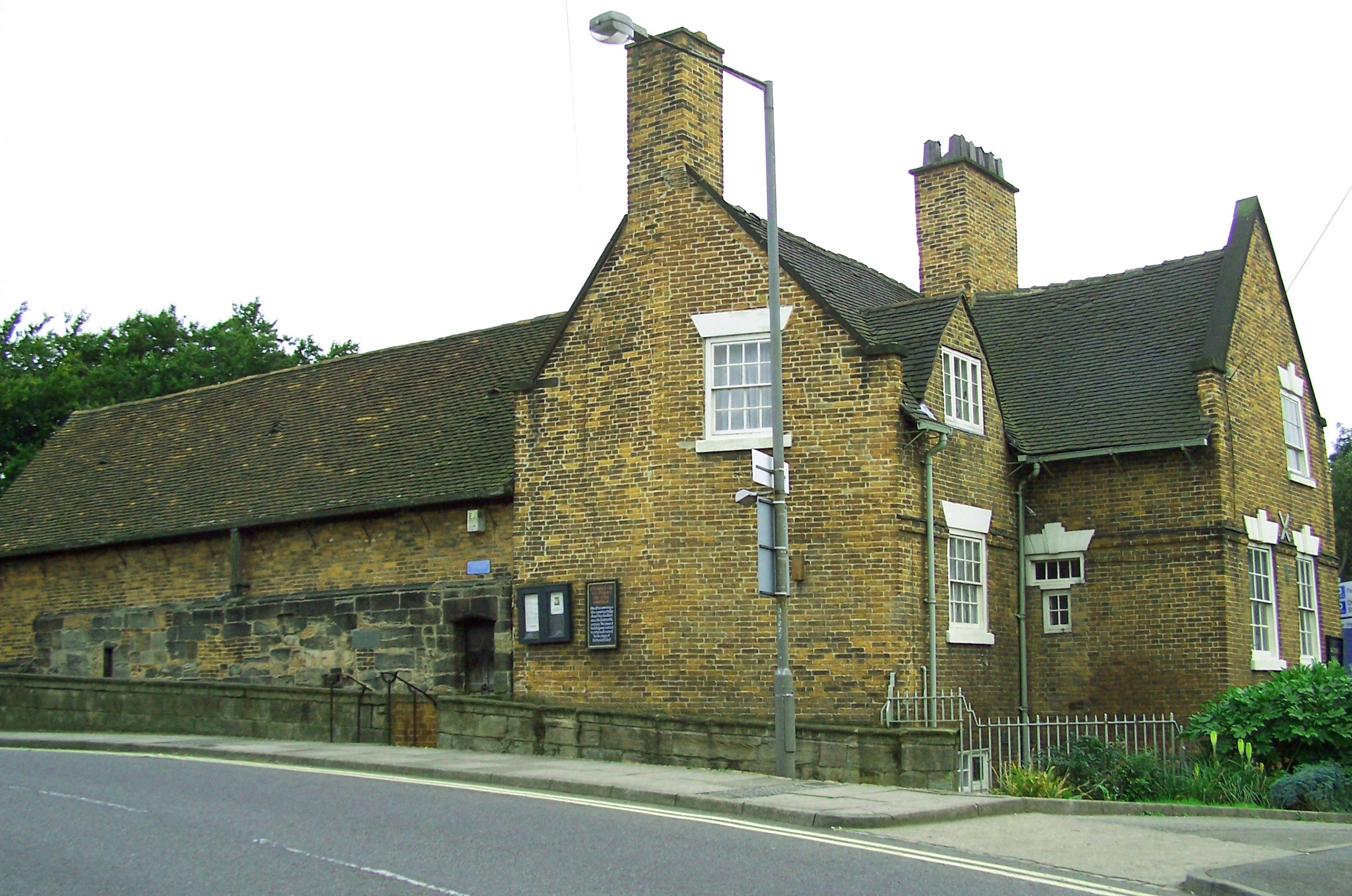
サン・マリーズ・オン・ザ・ブリッジ
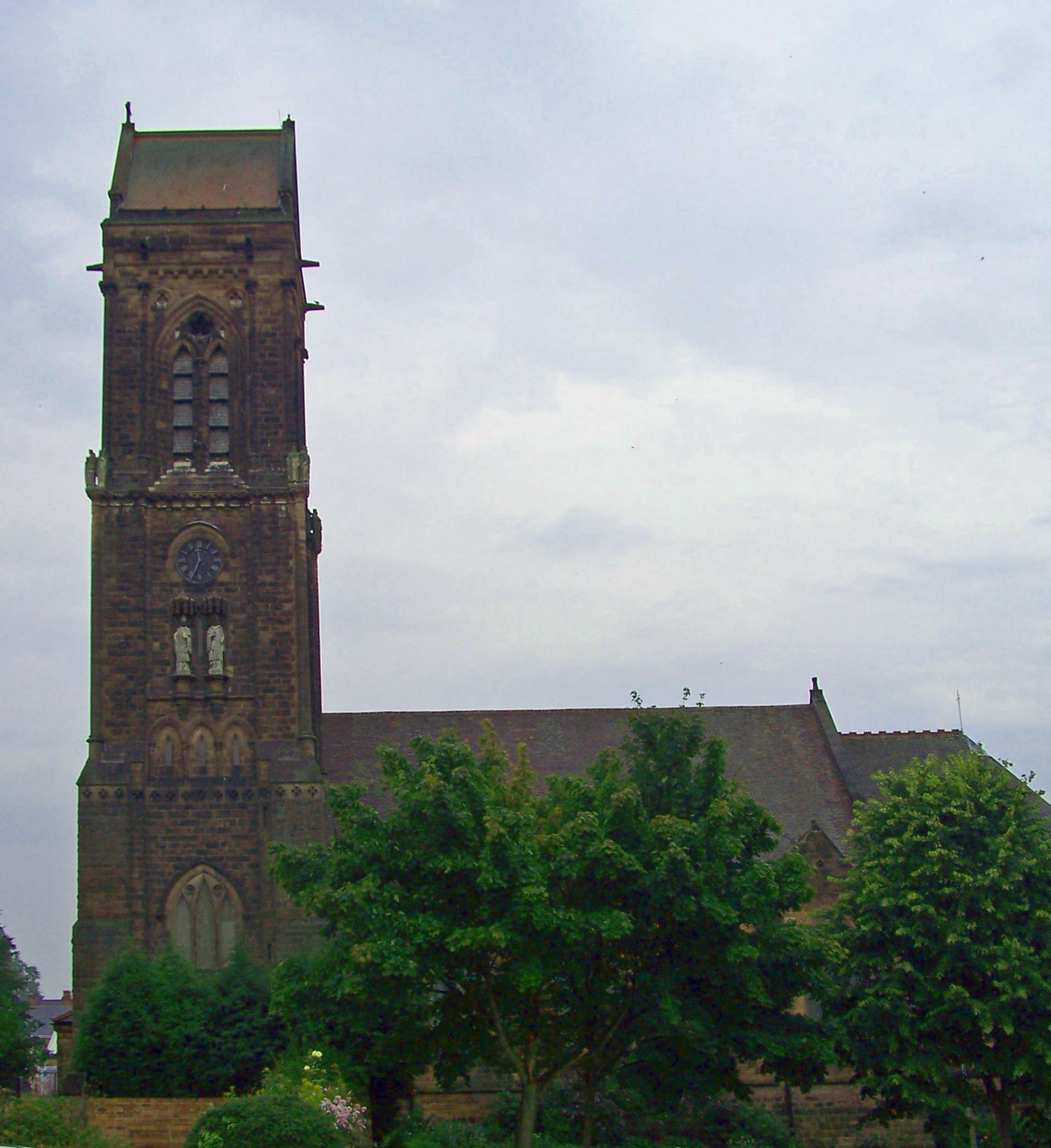
サン・ルークス（ストックブルック・ストリート）
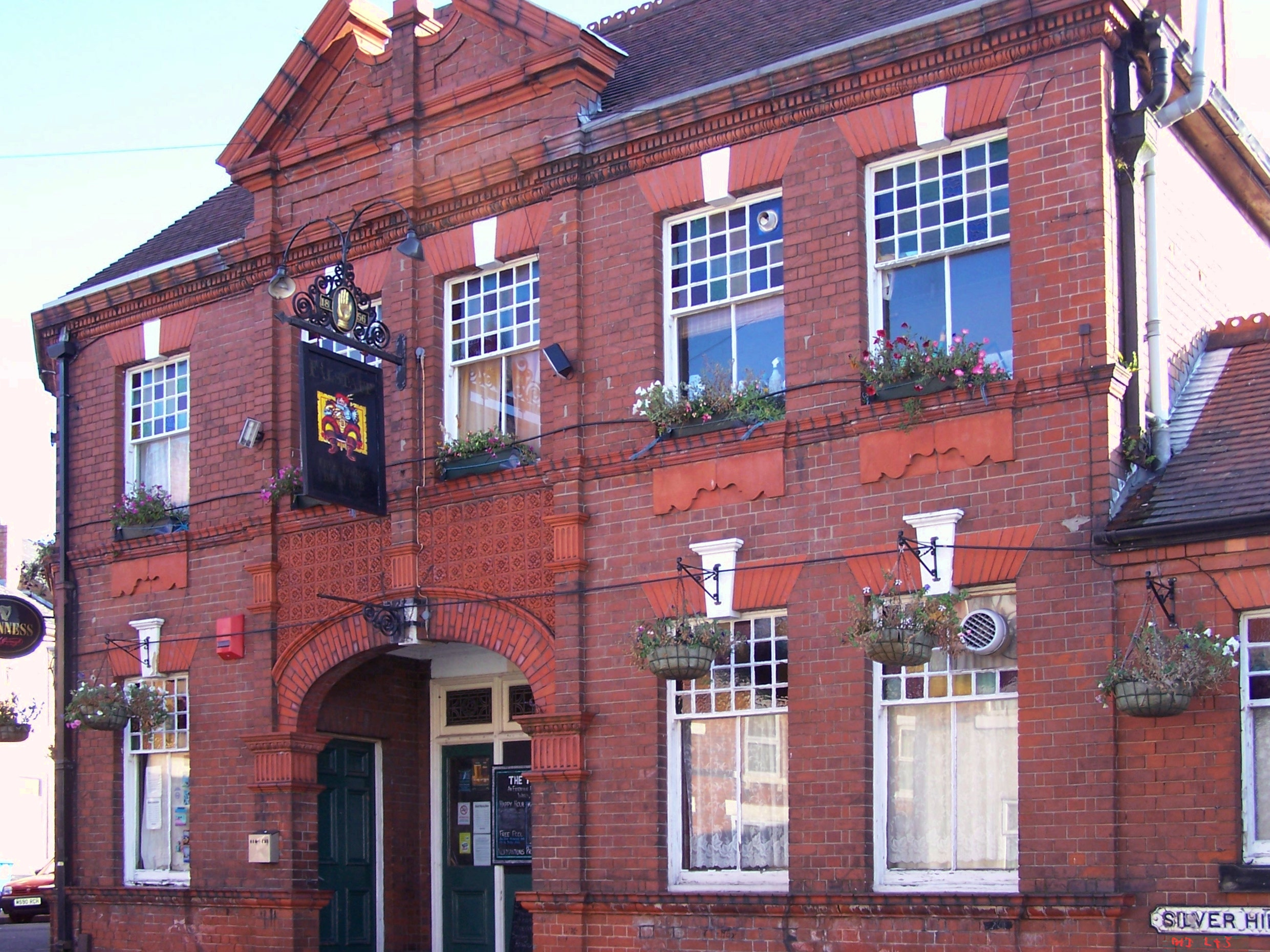
フォルスタッフ大衆酒場（パブ）（ノーマントン）
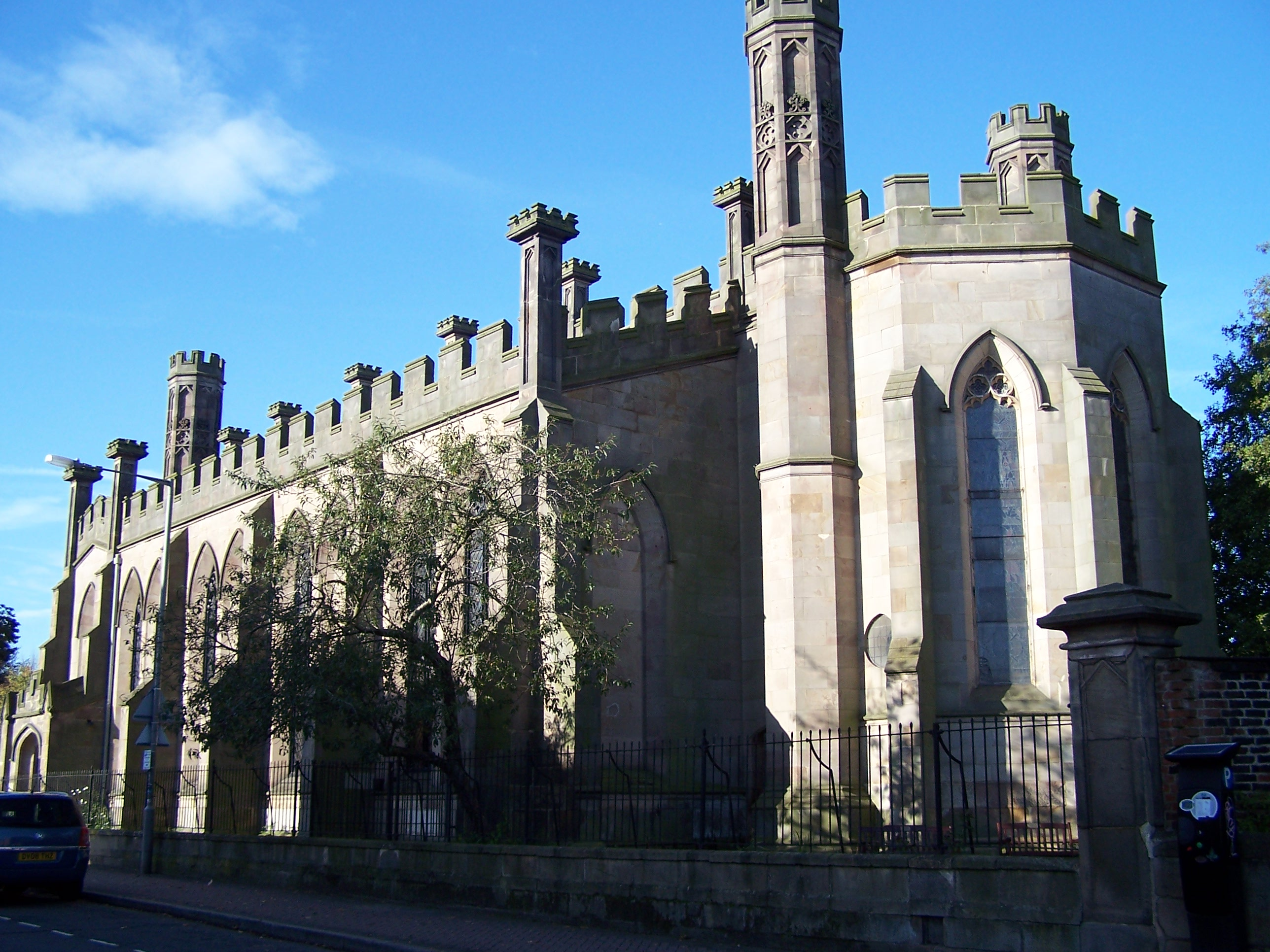
サン・ジョンズ（ブリッジ・ストリート）
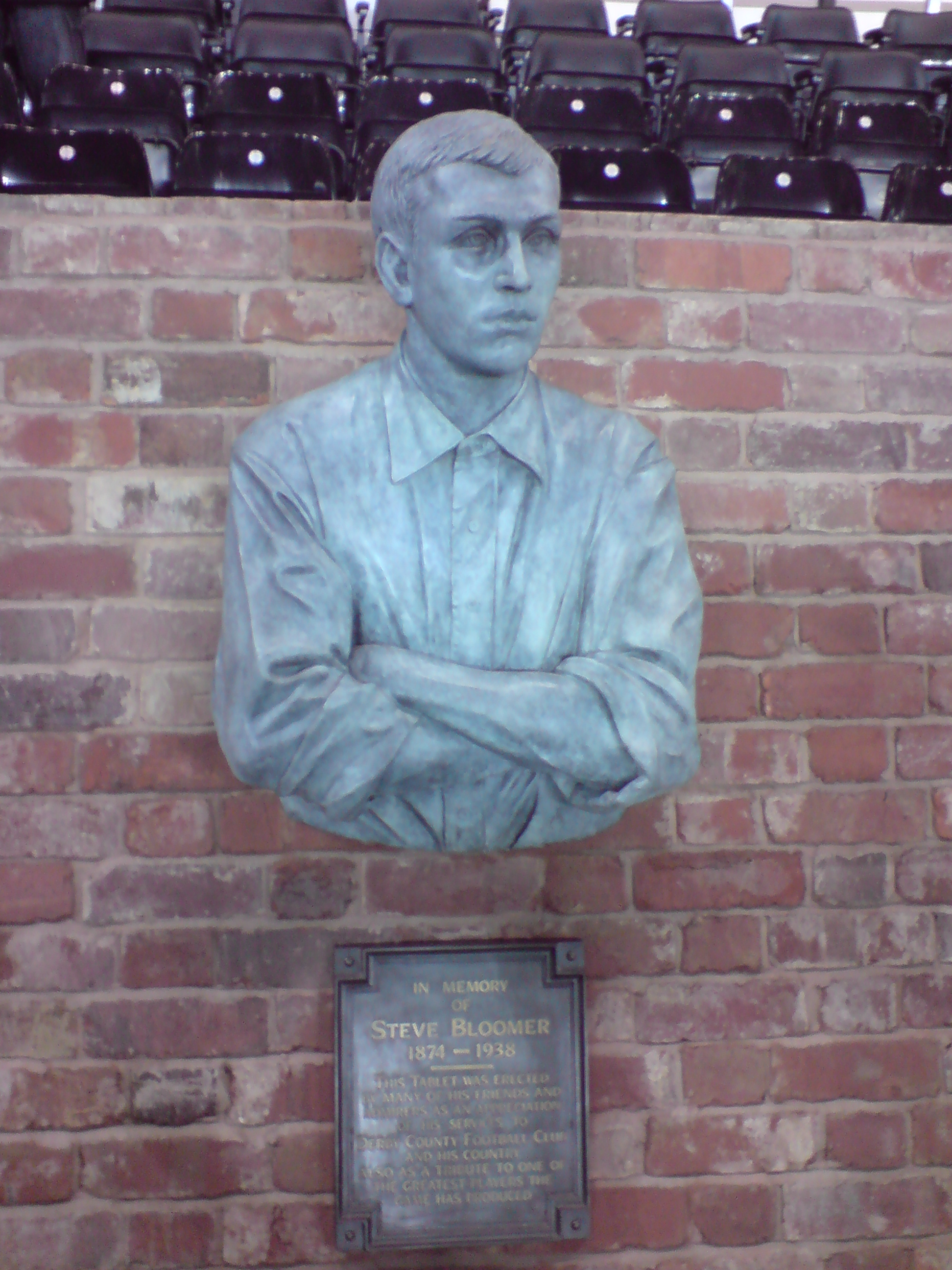
プライド・パーク・スタジアムにあるスティーブ・ブルーマーの胸像
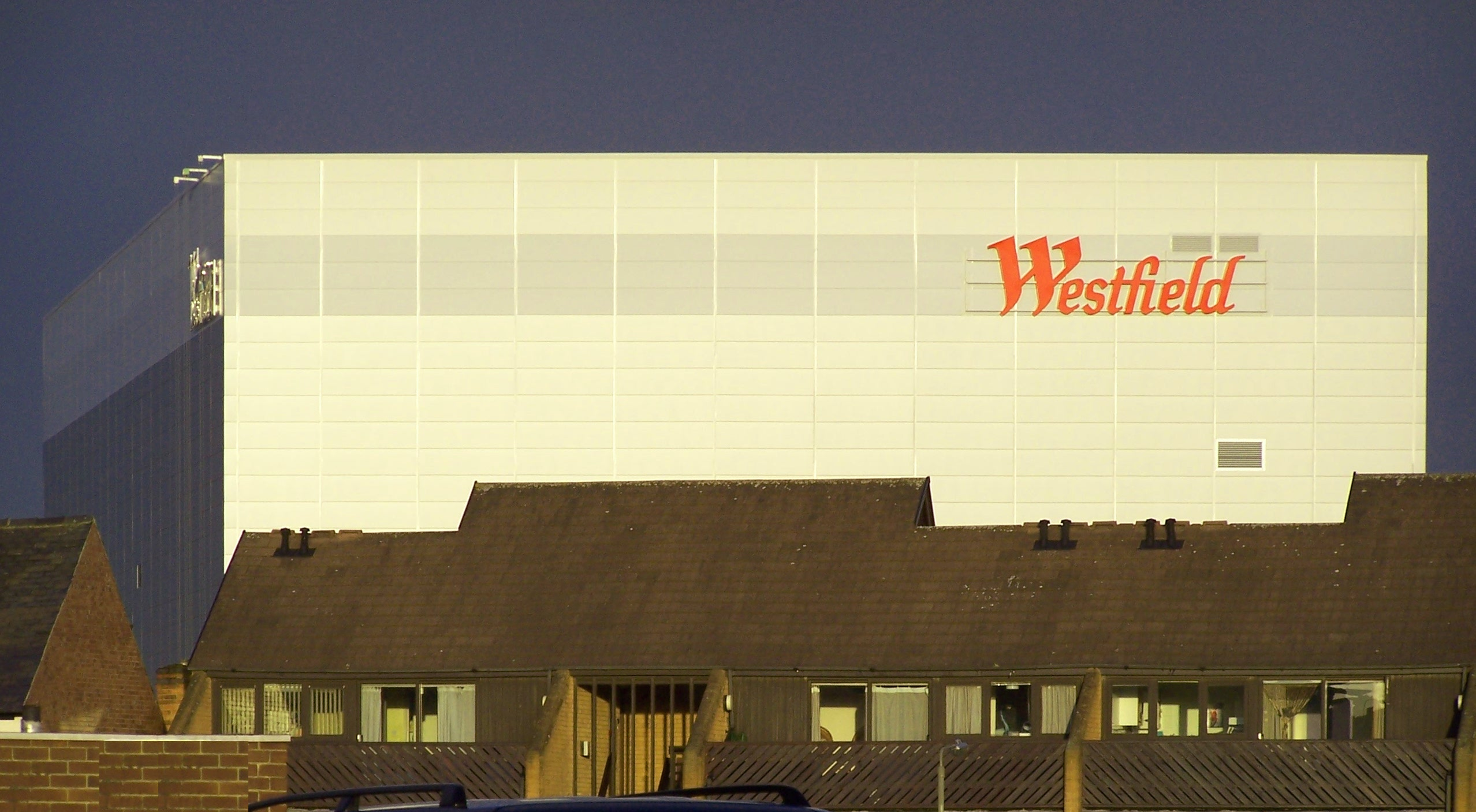
バビントン・レインから見たウェストフィールドの建物
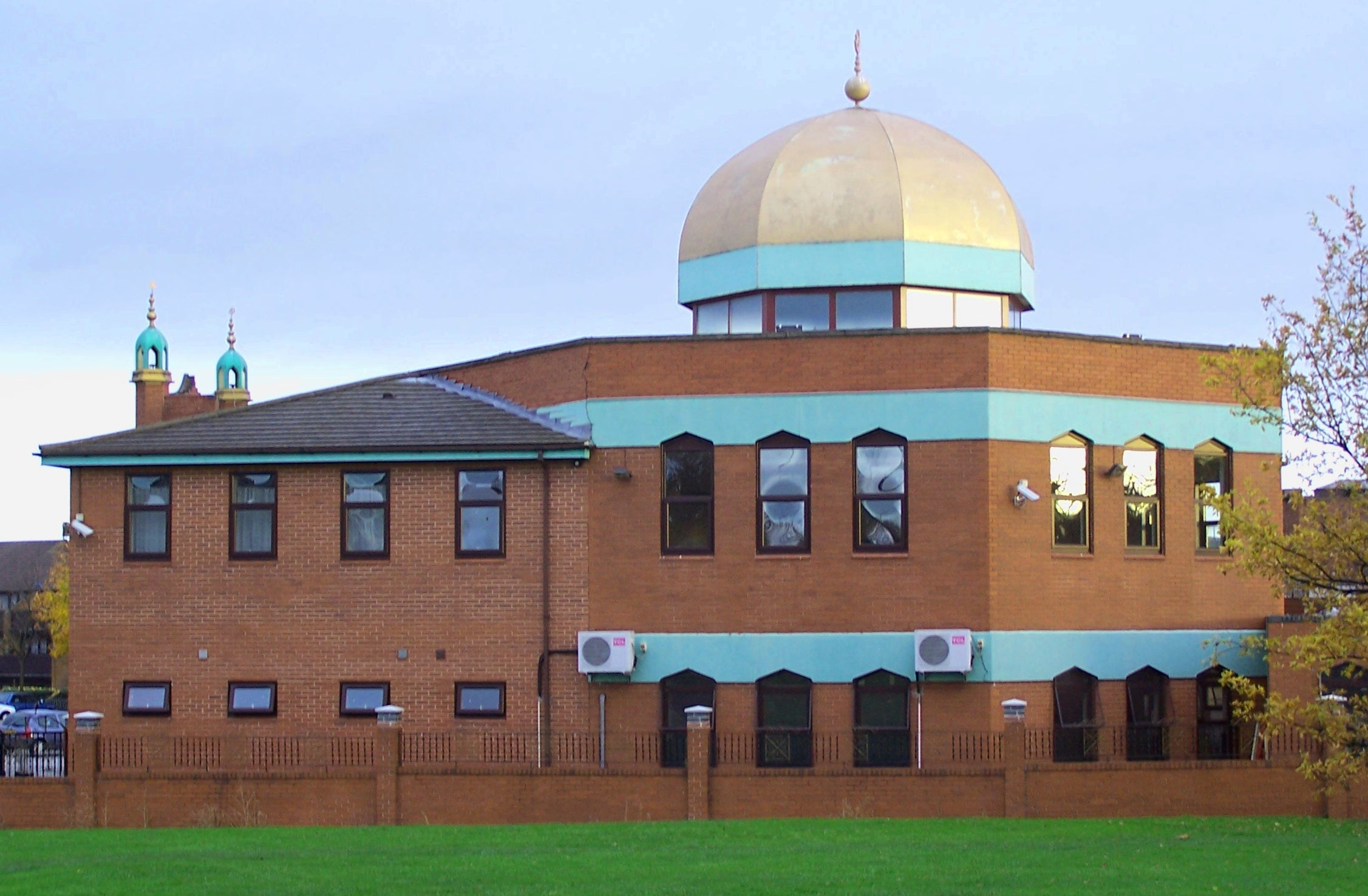
イスラミック・センター（ウィルモット・ストリート）
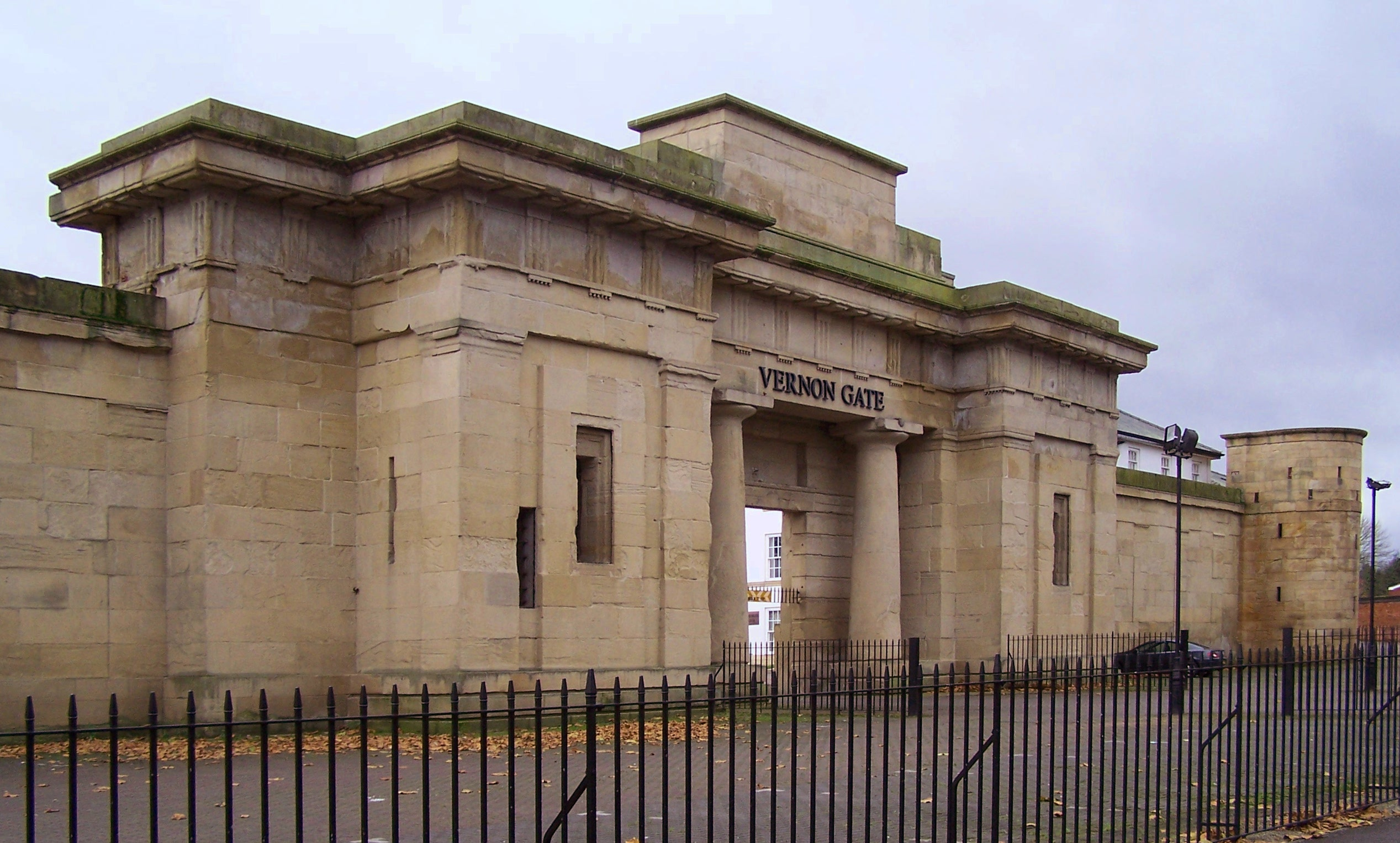
かつての監獄、グレイハウンド・スタジアムでもあった
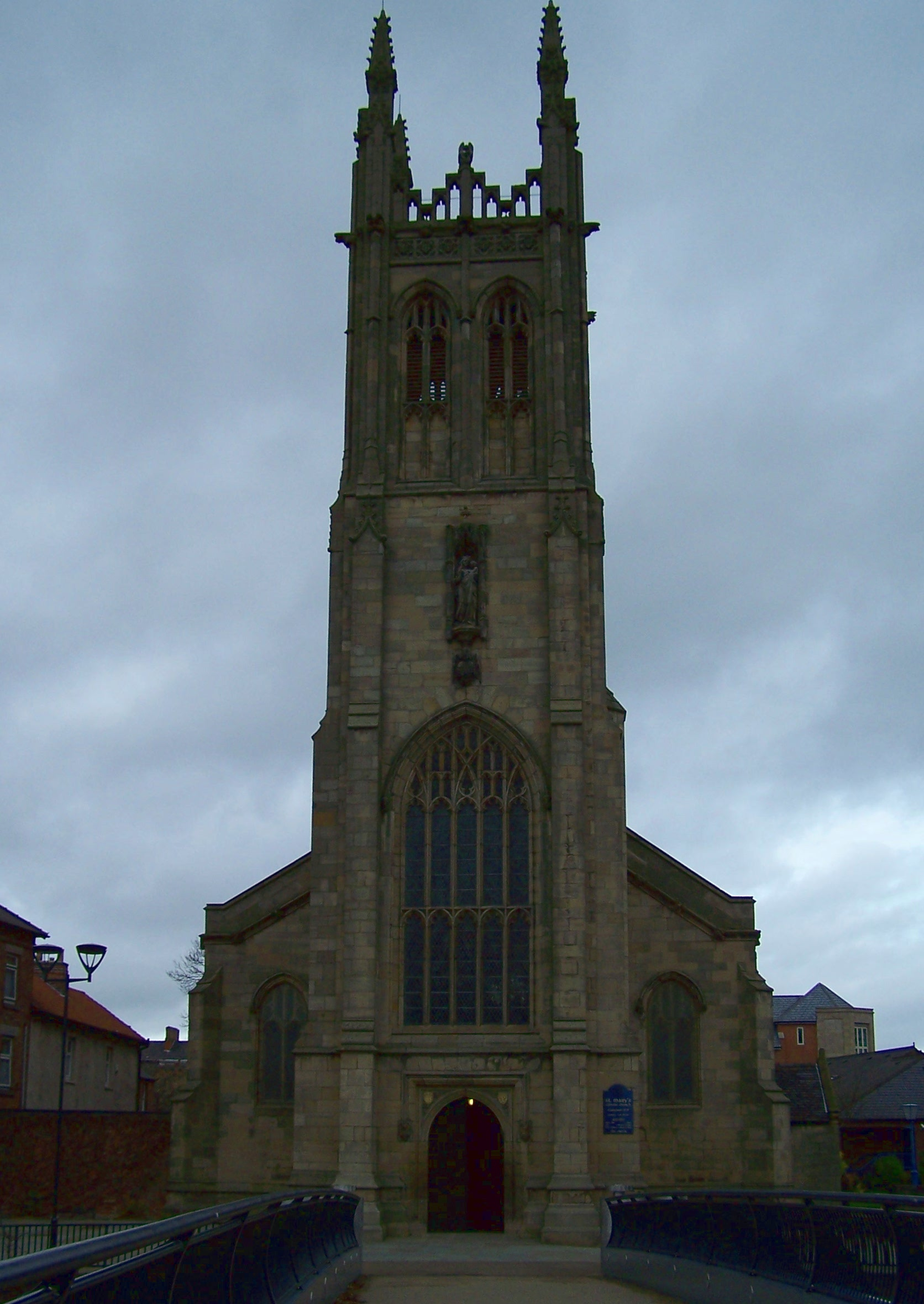
サン・マリーズ・ローマン・カトリック教会
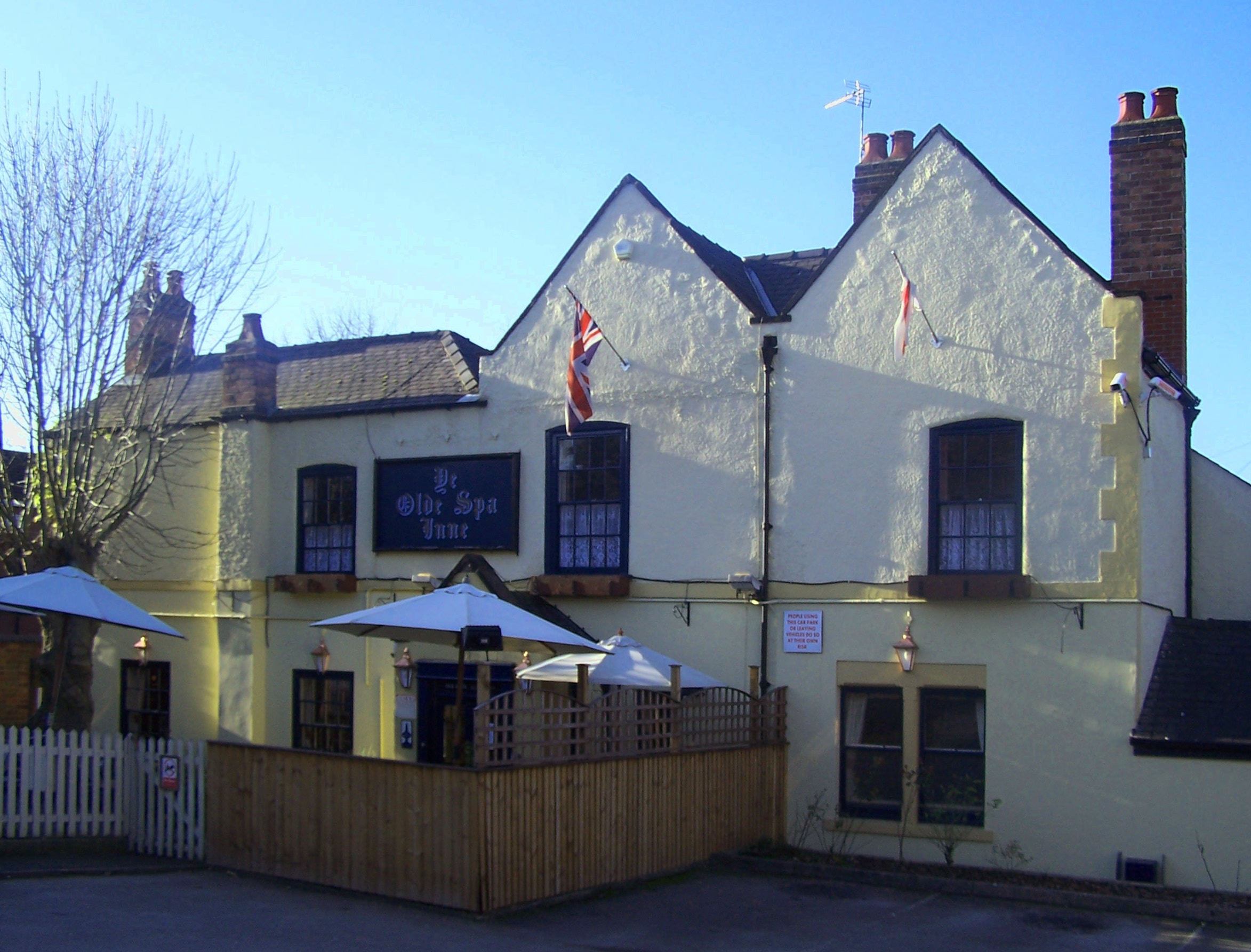
スパ・イン（アビイ・ストリート）
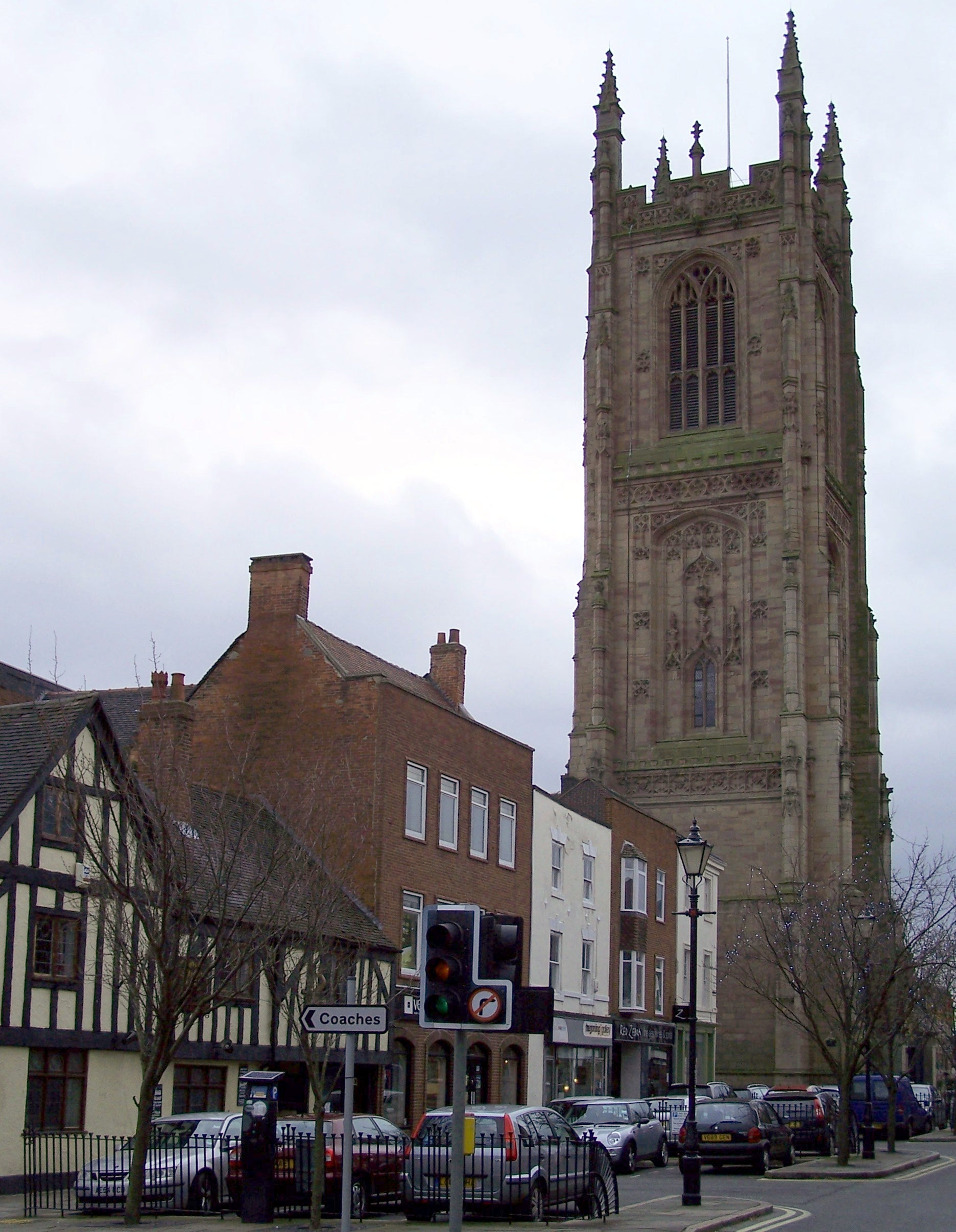
ダービー大聖堂とドルフィン・イン
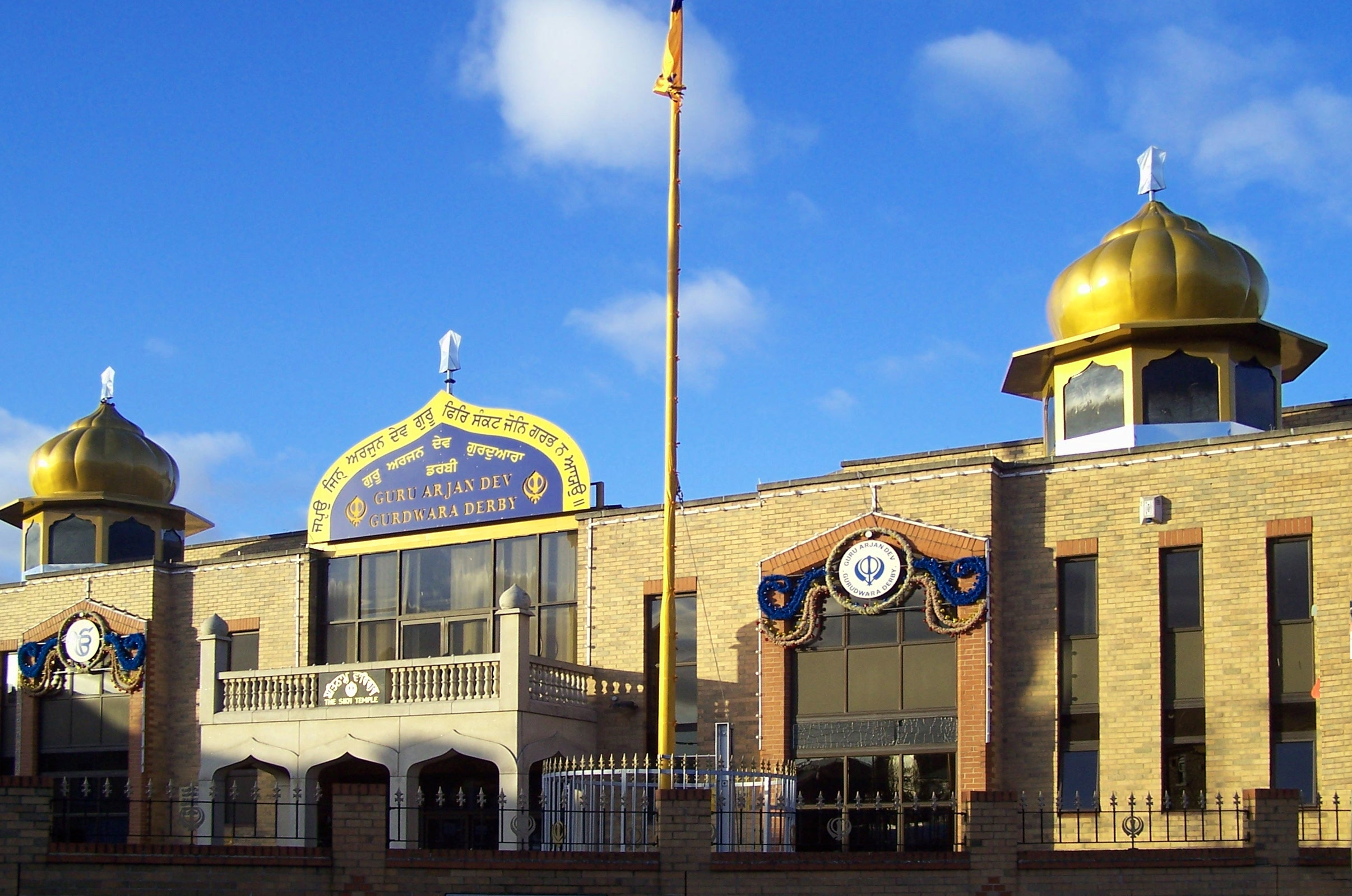
グル・アルジュン・デヴ・シク教寺院
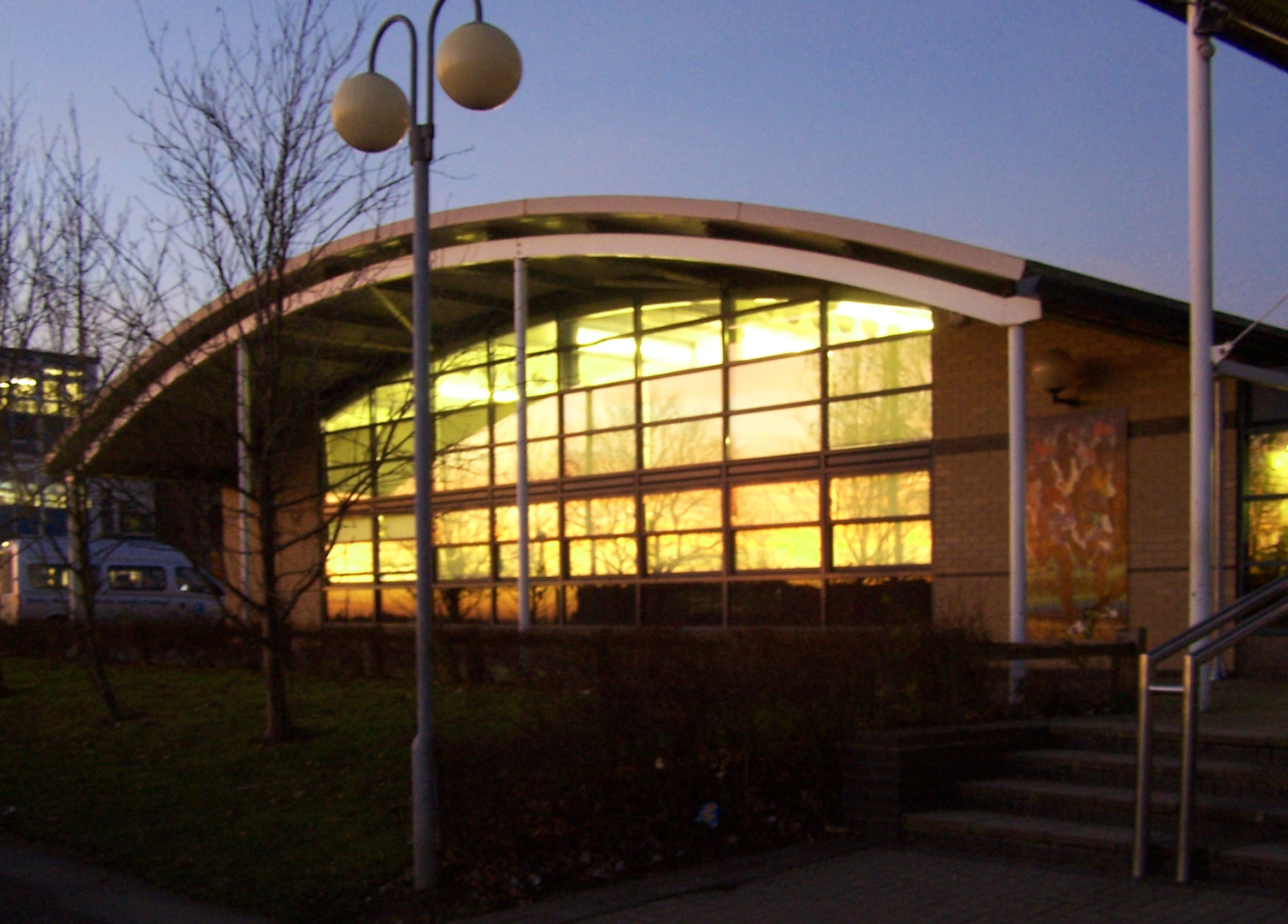
ダービー・ムーア・コミュニティ・スポーツ・カレッジおよびミレニアム・シックスス・フォーム・センター
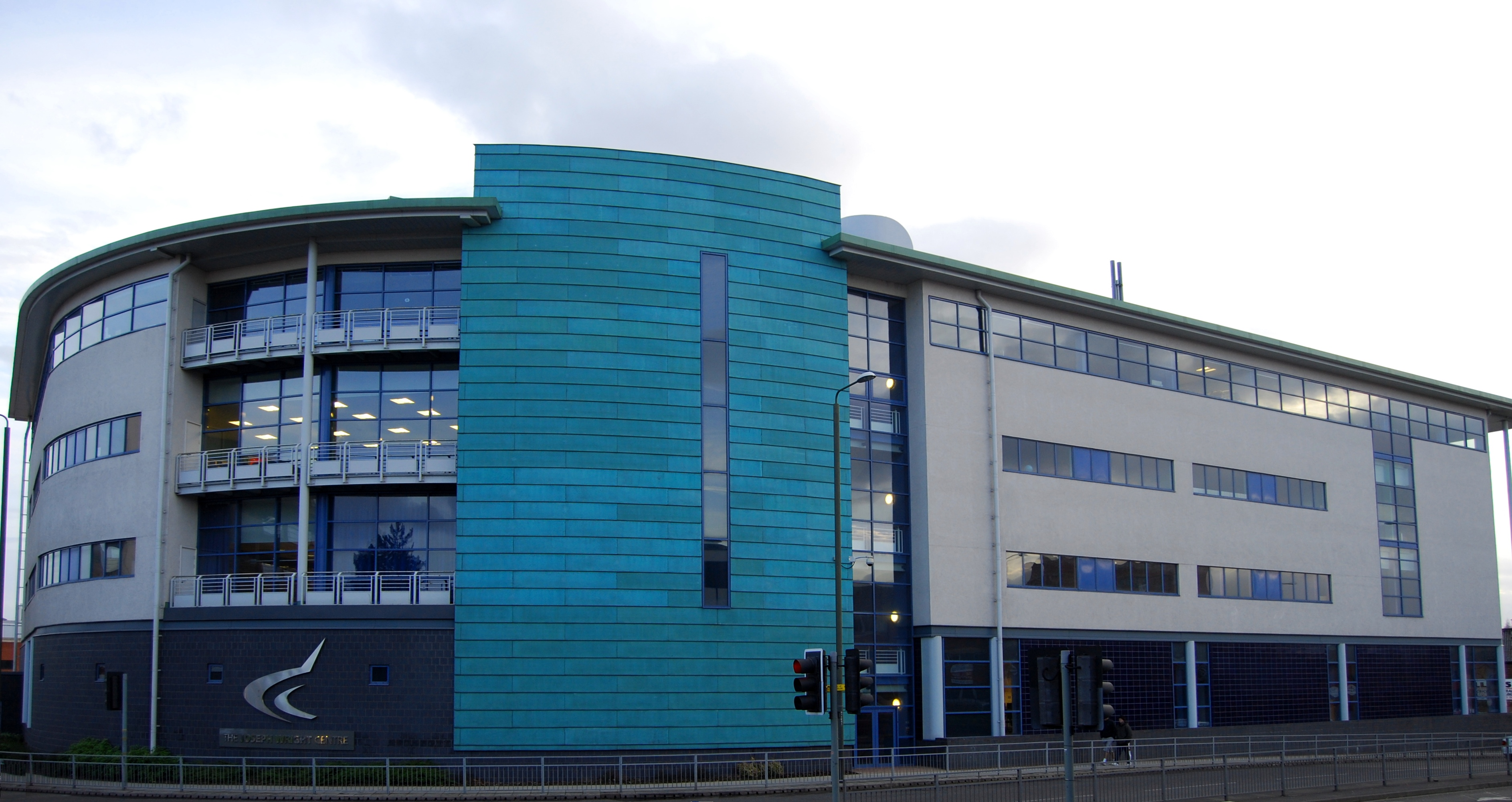
ジョセフ・ライト校（セント・アルクムンズ・ウェイ）
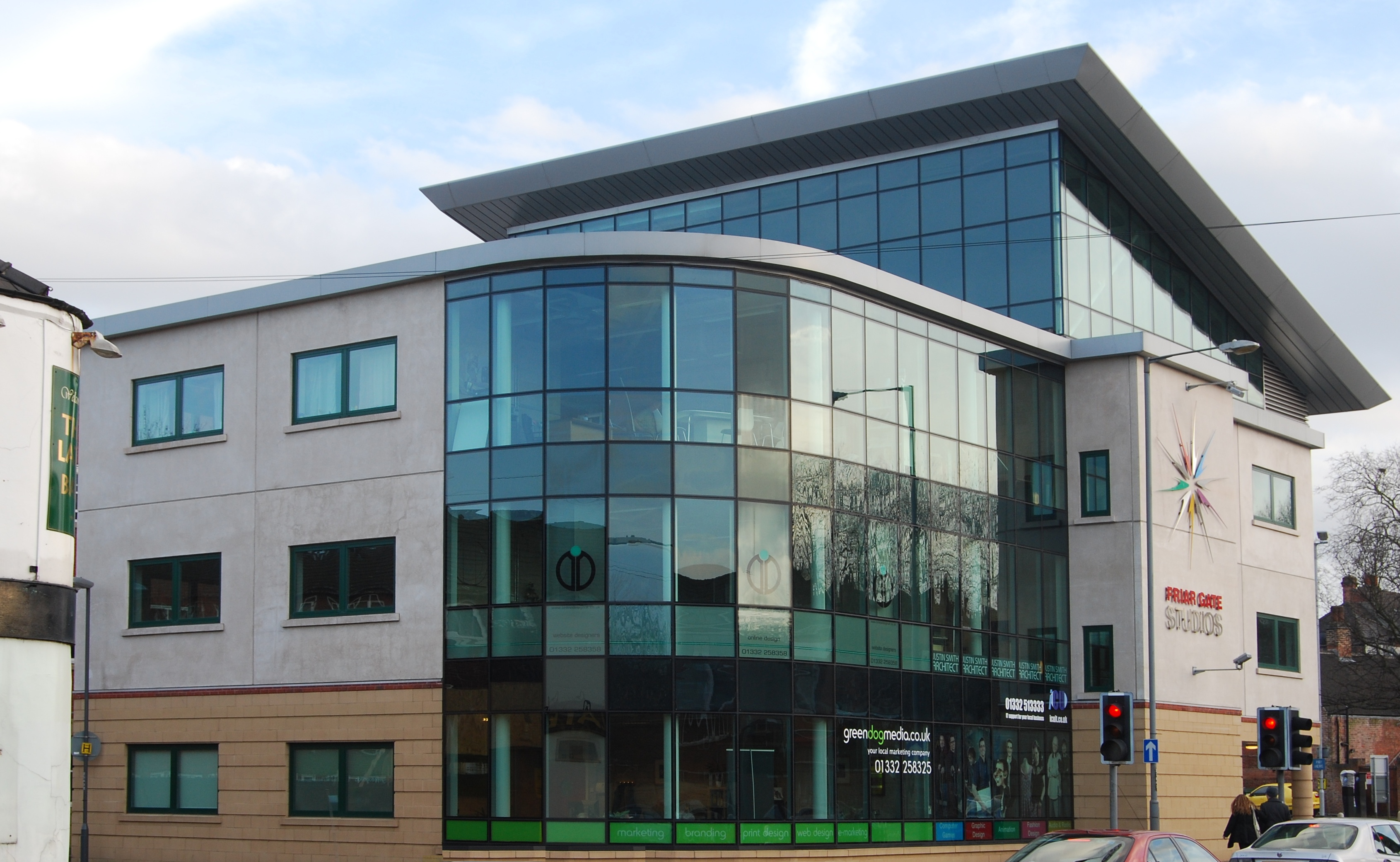
フライアー・ゲート・スタジオ（フォード・ストリート）
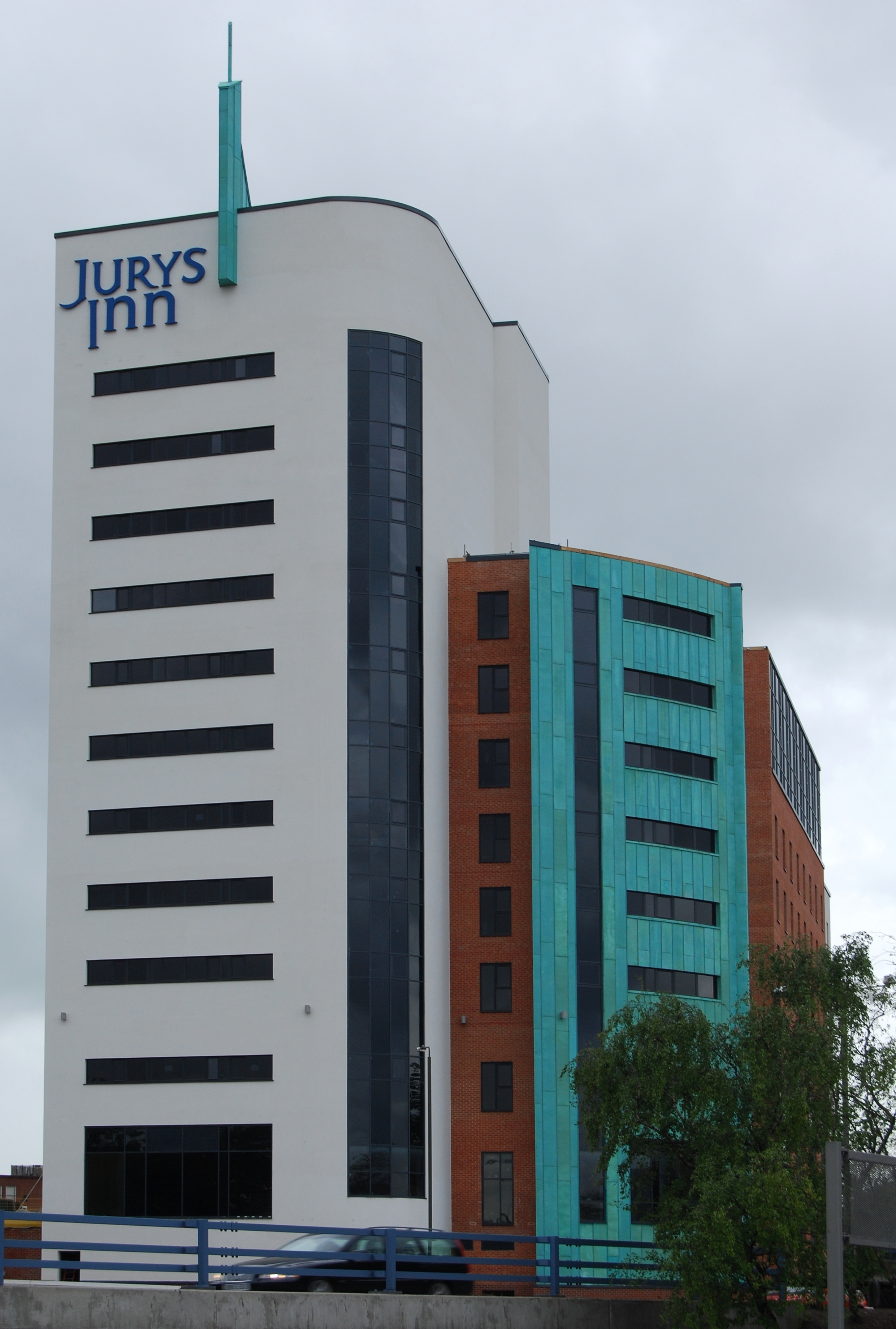
ニュー・ジュリーズ・イン（セント・アルクムンズ・ウェイ）
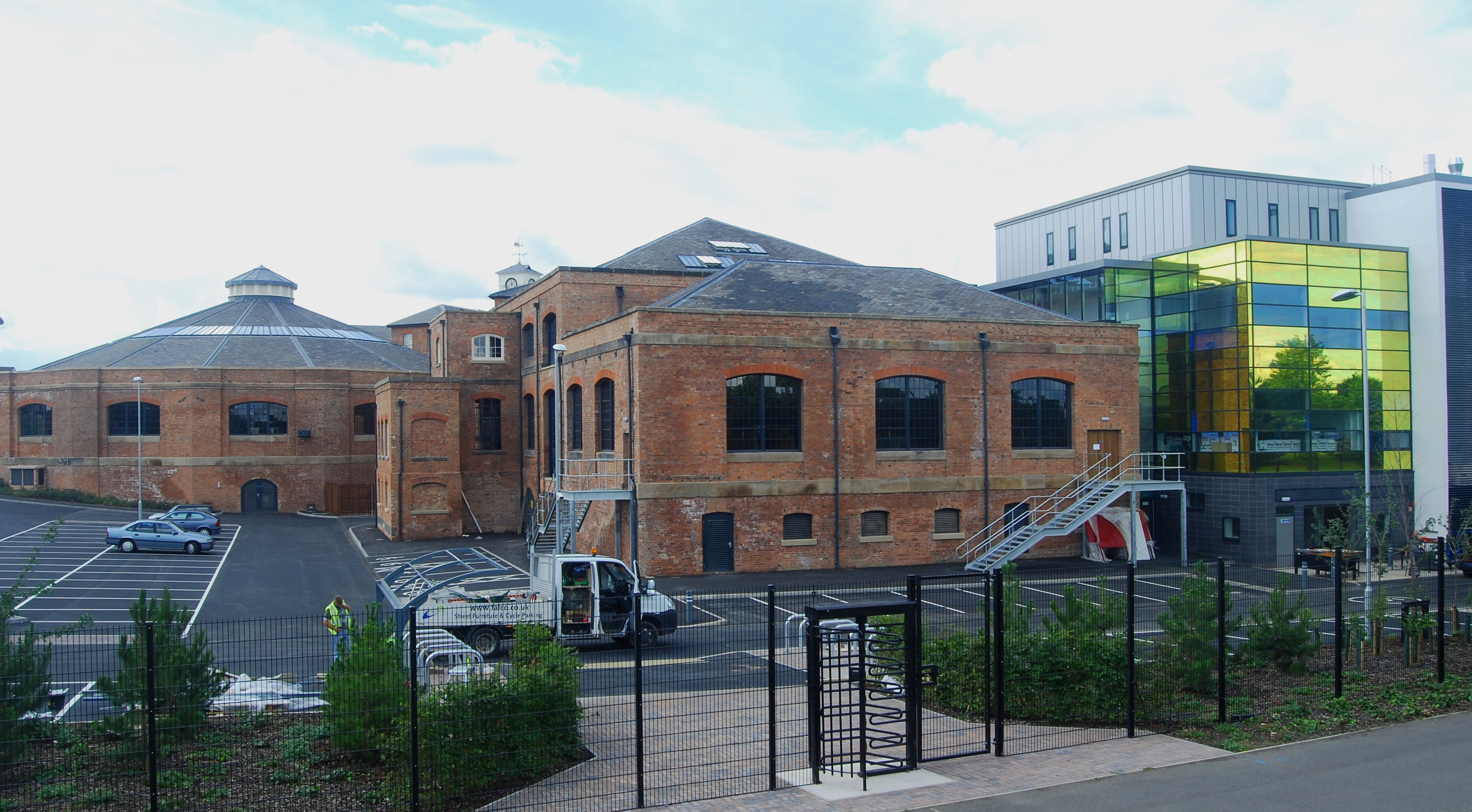
完成間近のラウンドハウス・ダービー
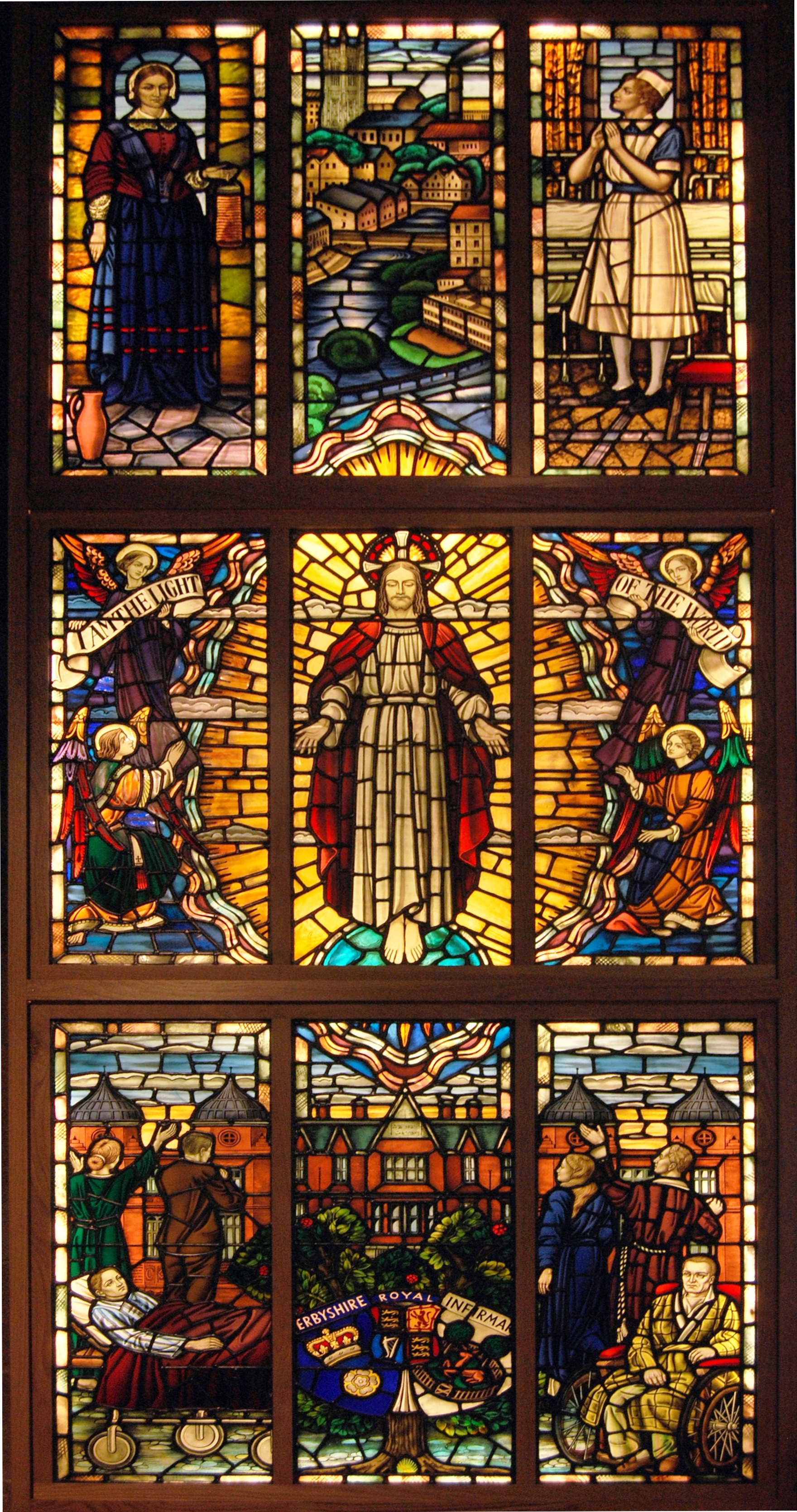
かつてダービーシャー・ロイヤル病院の礼拝堂にあり、サン・ピーターズに移設されたステンドグラス
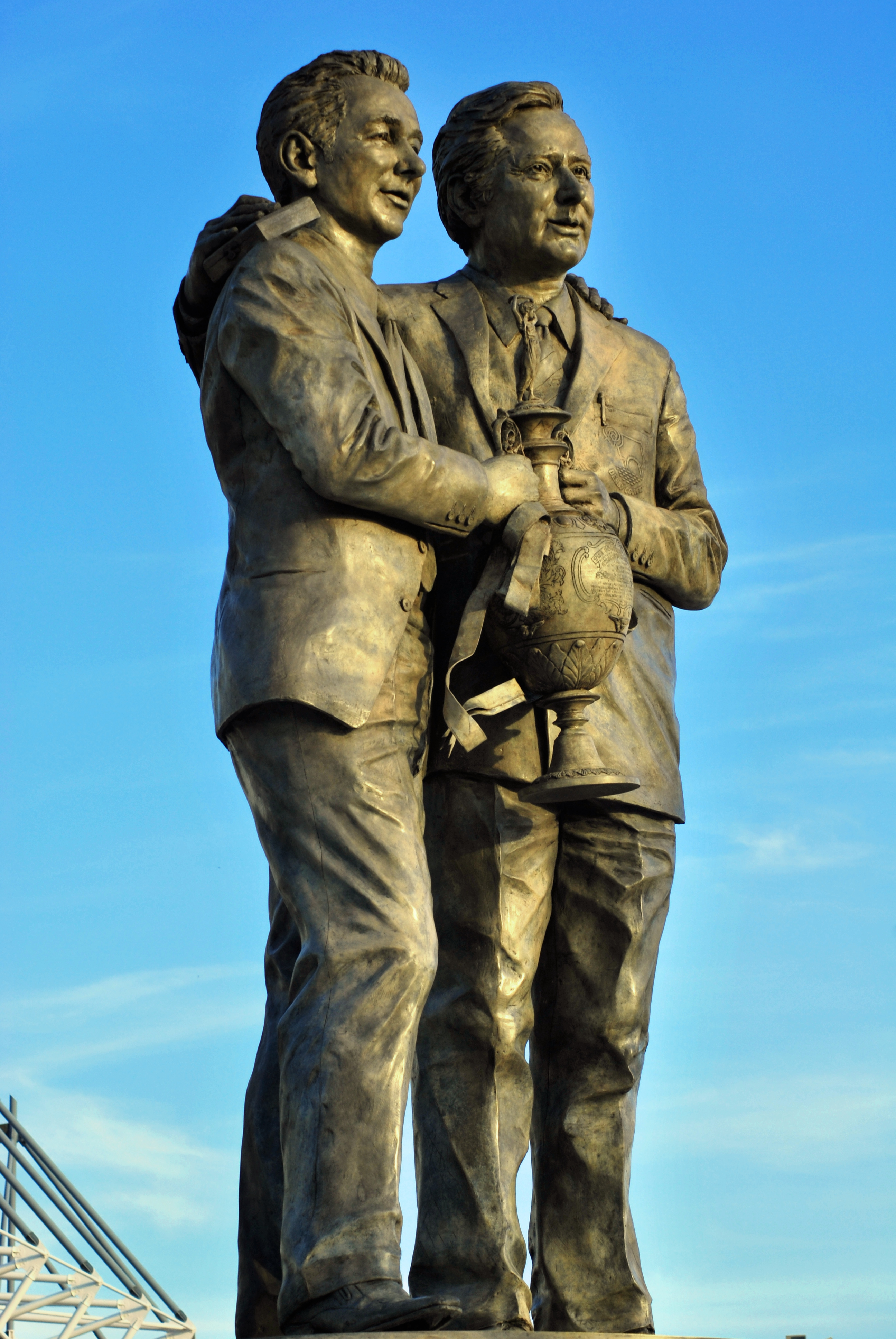
ブライアン・クラフとピーター・テイラーの像（プライド・パーク）
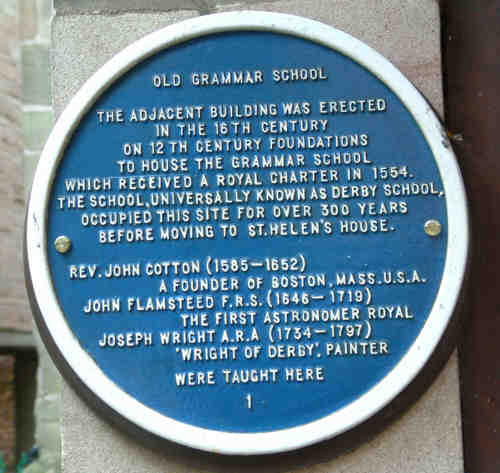
グラマースクールの看板
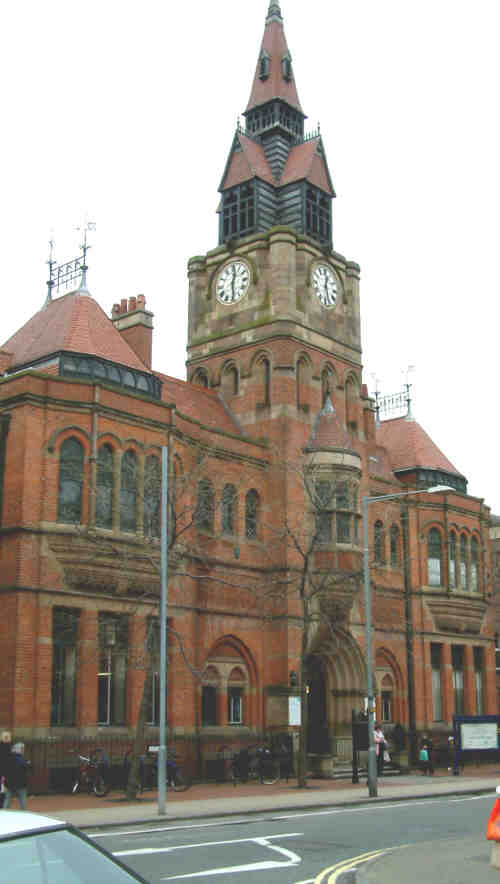
ダービー中央図書館